# 7·14沙田區大遊行
7·14沙田區反送中大遊行，亦稱沙田反修例遊行或沙田遊行，在2019年7月14日舉辦的反對修訂逃犯條例遊行，旨在重申政府須落實「五大訴求」，即撤控示威者、取消暴動宣稱、追究開槍責任、按議事規則撤回修例，以及實行雙普選，以及反對取消選舉參選人資格和聲援沙田區議會討論反修例動議。
是次遊行是逃犯條例修訂草案推出以來，首次有民眾於新界舉辦反對逃犯條例修訂草案遊行，而遊行亦已得到香港警務處發出不反對通知書。遊行路線由大圍翠田街足球場出發，途徑沙田新城市廣場一帶的馬路，目的地是位於排頭的港鐵沙田站公共運輸交匯處。大會稱有逾11.5萬人參與，警方稱最高峰有2.8萬人。到晚上，大批警員包抄沙田市中心一帶，示威者和市民無法離開，最終在新城市廣場爆發激烈警民流血衝突，波及大量正在消遣的市民，警方和商場的行動引起公眾批評。而警方更以暴動罪控告其中3人。
香港記者協會、香港攝影記者協會、香港電台節目製作人員工會七個團體於當日亦發起新聞界靜默遊行，要求警方配合工作，尊重新聞自由。遊行隊伍從金鐘的夏慤花園出發，途徑警察總部，最後到達特首辦。不少參與者身著黑衣和反光衣，舉著「停止警暴 捍衛新聞自由」的標語。

## 遊行路線
據香港警方「不反對通知書」之內容，遊行以大圍翠田街足球場為起點，途經車公廟路、獅子山隧道公路、沙田正街、橫壆街、源禾路、沙田鄉事會路、排頭路，以位於排頭的港鐵沙田站公共交通交匯處為終點。

## 遊行經過

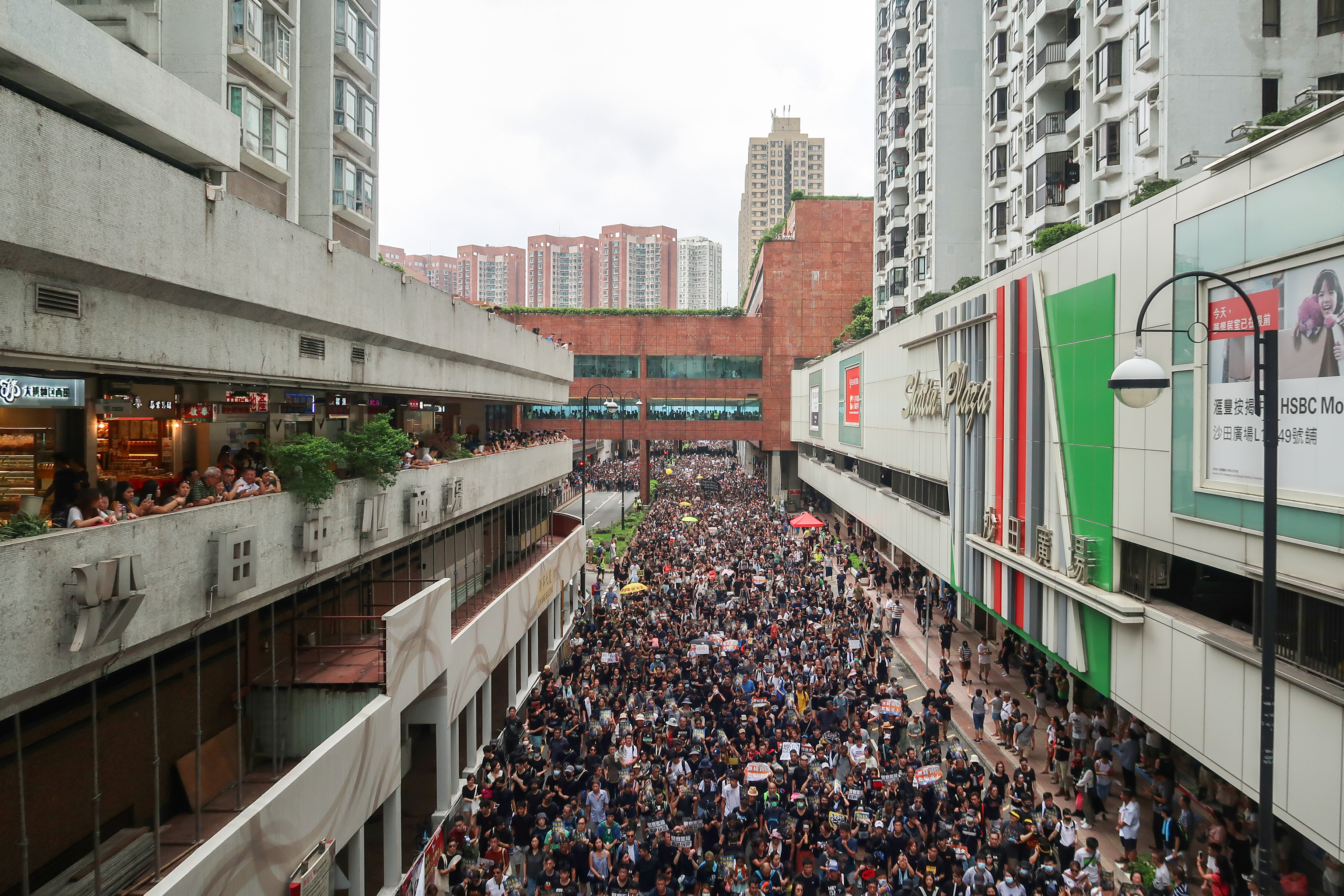
遊行人士經過沙田正街沙田市中心

由於大批市民出席遊行，早在下午2時多大圍站已經出現黑衣人潮，主辦方在下午3時宣布提前出發。遊行隊伍在下午4時45分抵達沙田站公共運輸交匯處，亦即是次遊行的終點。此時，大圍站仍然有未出發的遊行人士。
遊行隊伍最終在下午5時45分左右離開大圍的翠田街足球場起點，並在晚上7時抵達終點，遊行宣告結束。

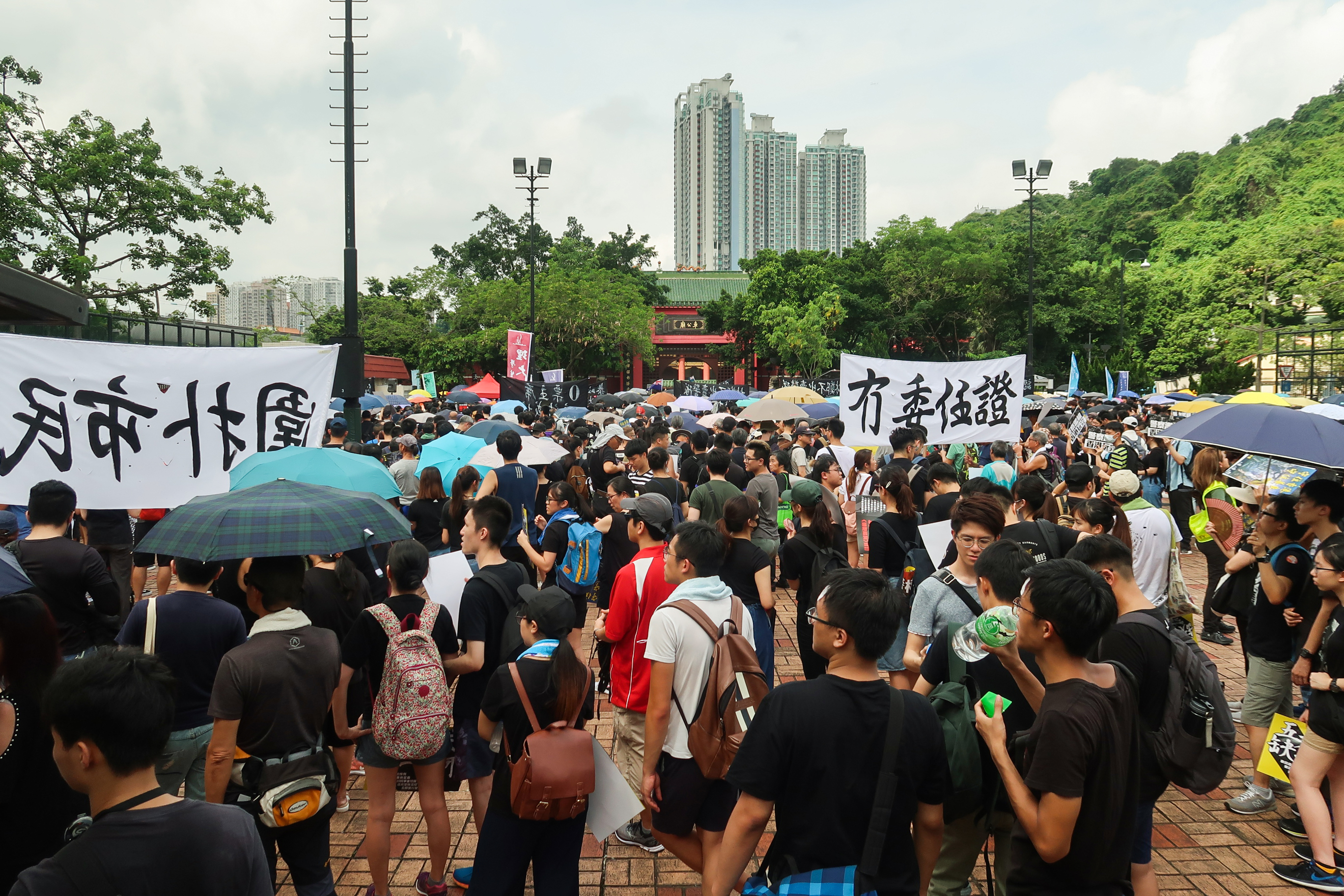
遊行起點在出發前已經爆滿整個足球場
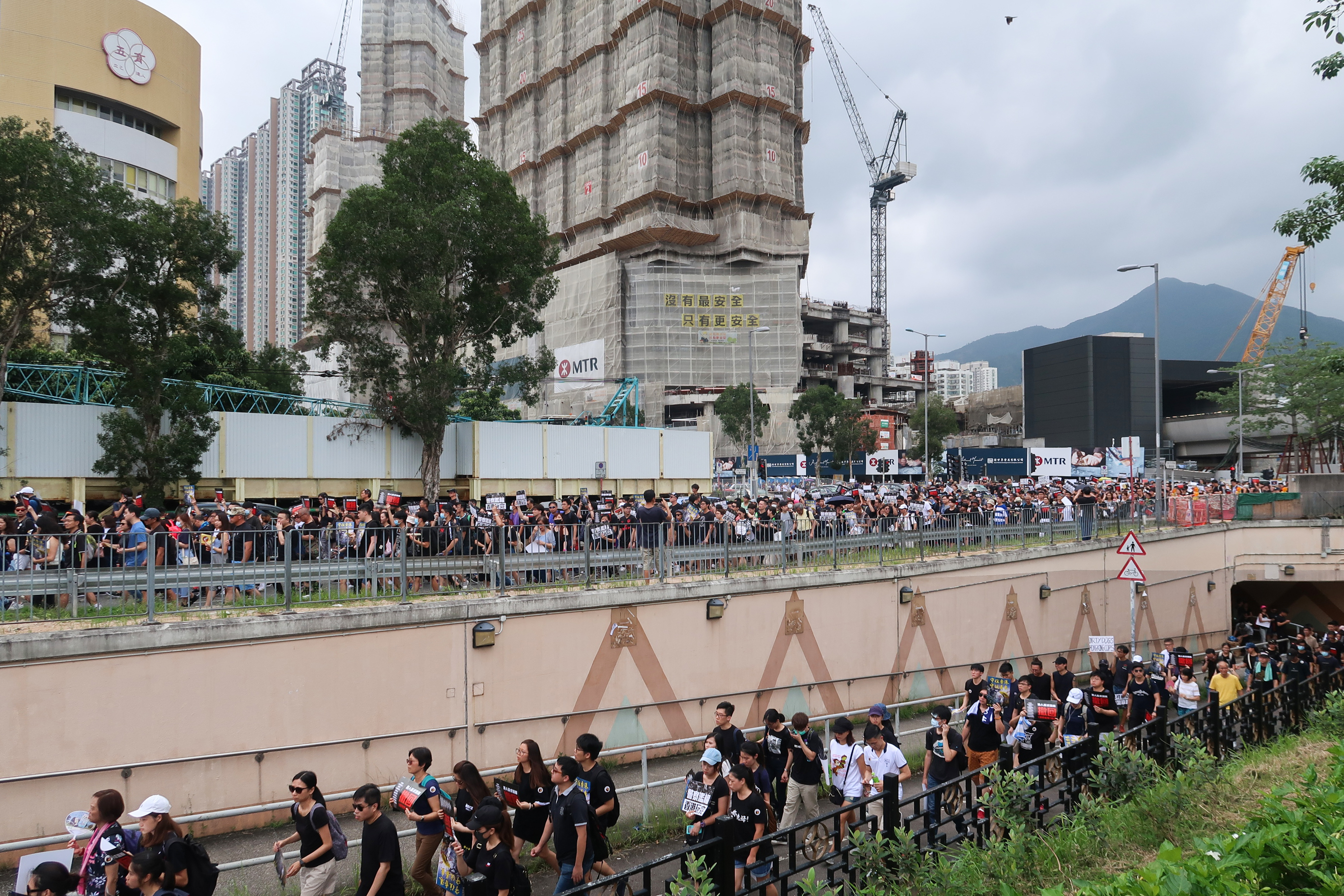
大批遊行人士經隧道和車公廟路往起點翠田街足球場
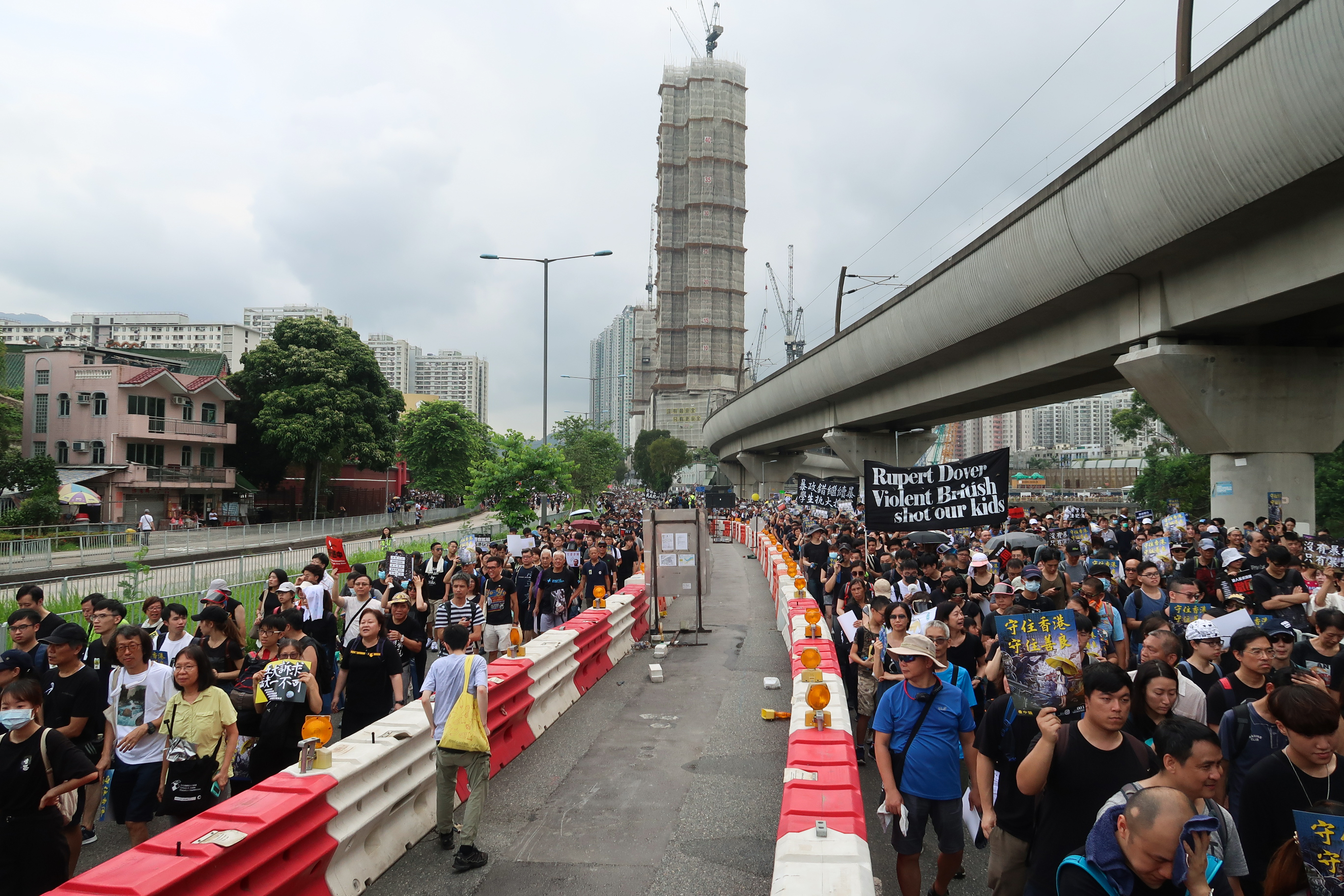
遊行人士經過大圍車公廟路
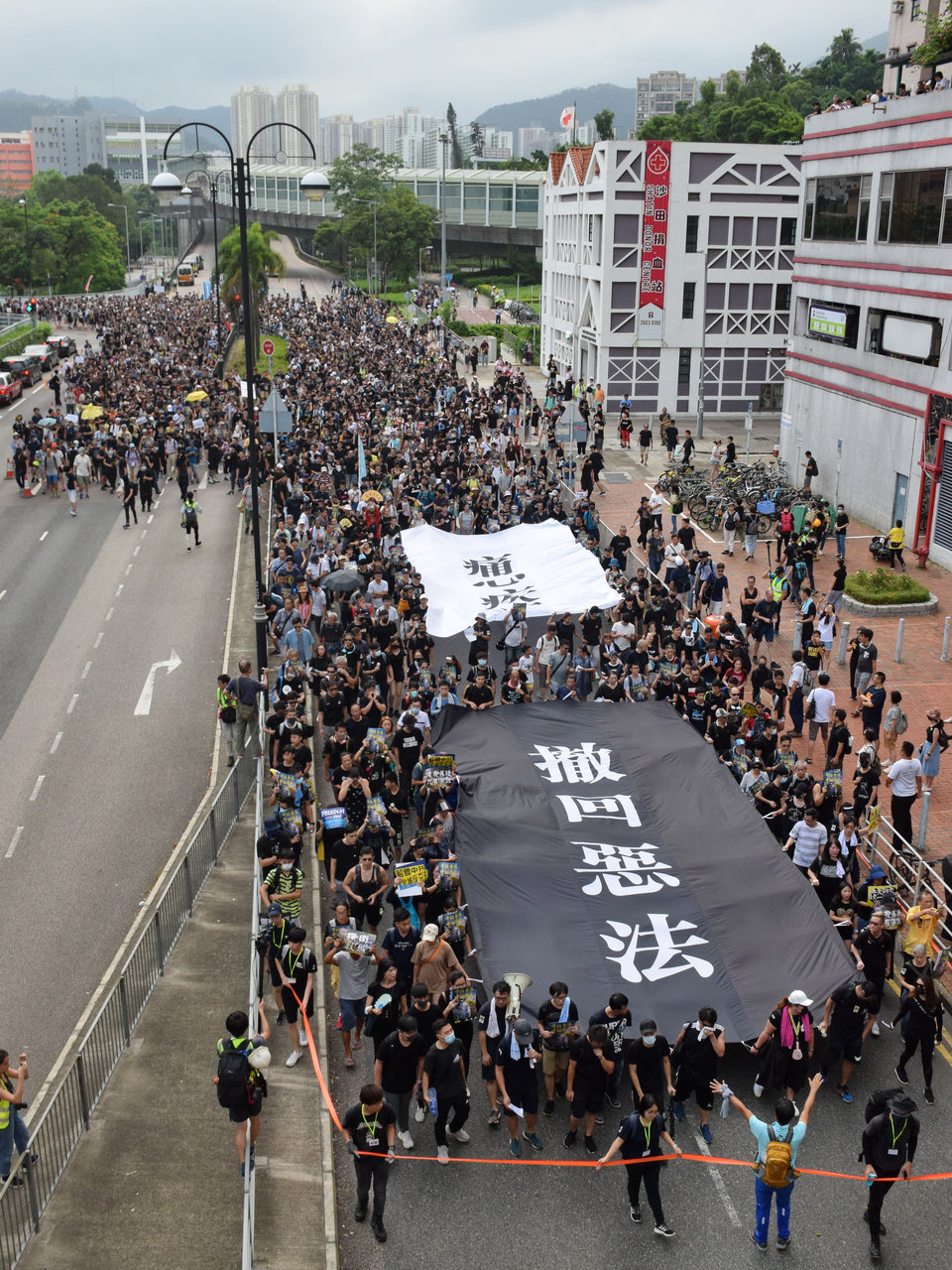
遊行龍頭經過沙田正街香港紅十字會白普理沙田中心
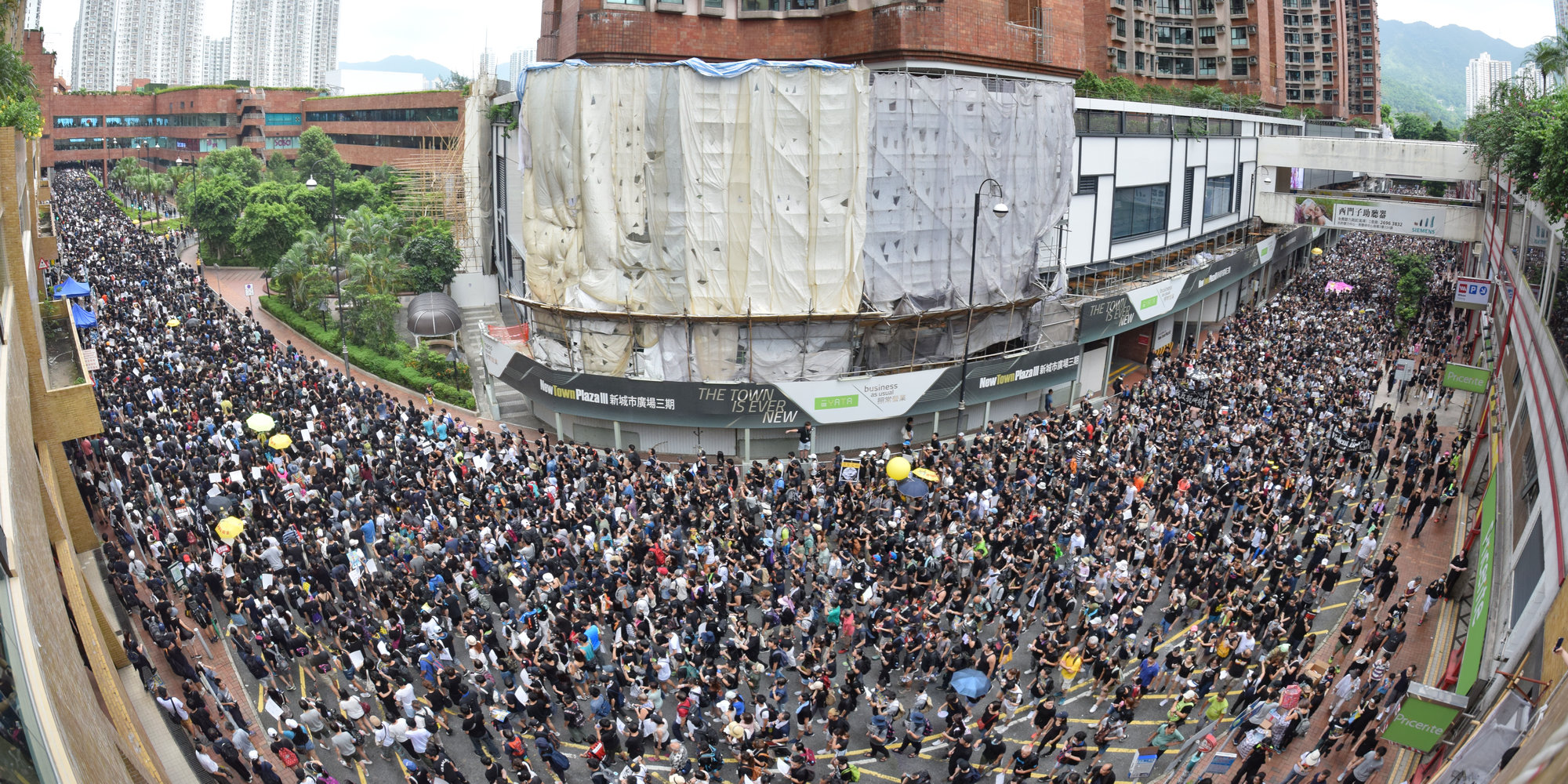
遊行人士經過沙田正街新城市廣場3期（全景圖）
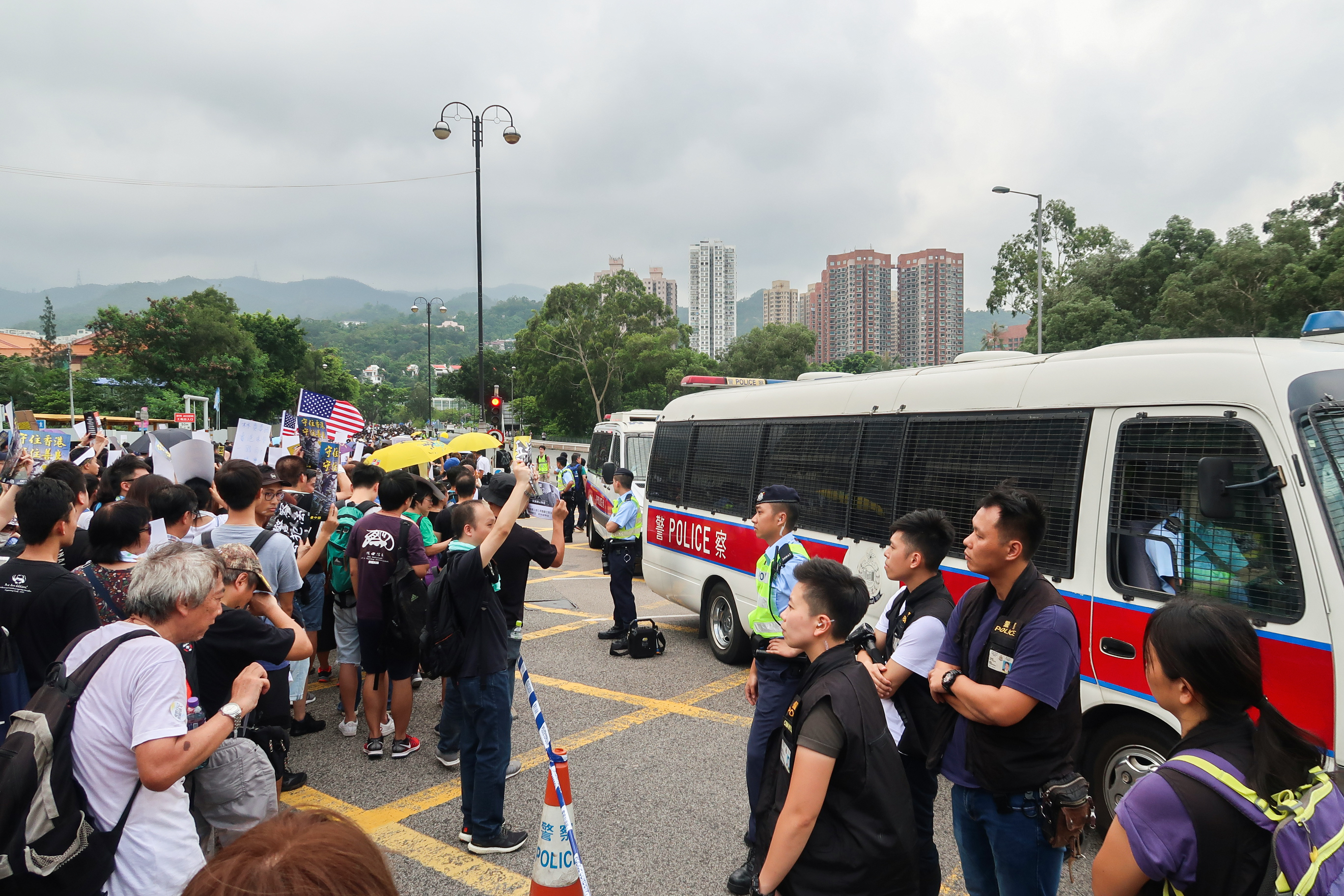
下午3點55分，遊行人士經過獅子山隧道公路時，群眾一度向駐守警員呼叫「香港警察知法犯法」等口號，並要求「開路」，最終警方開放全部行車線
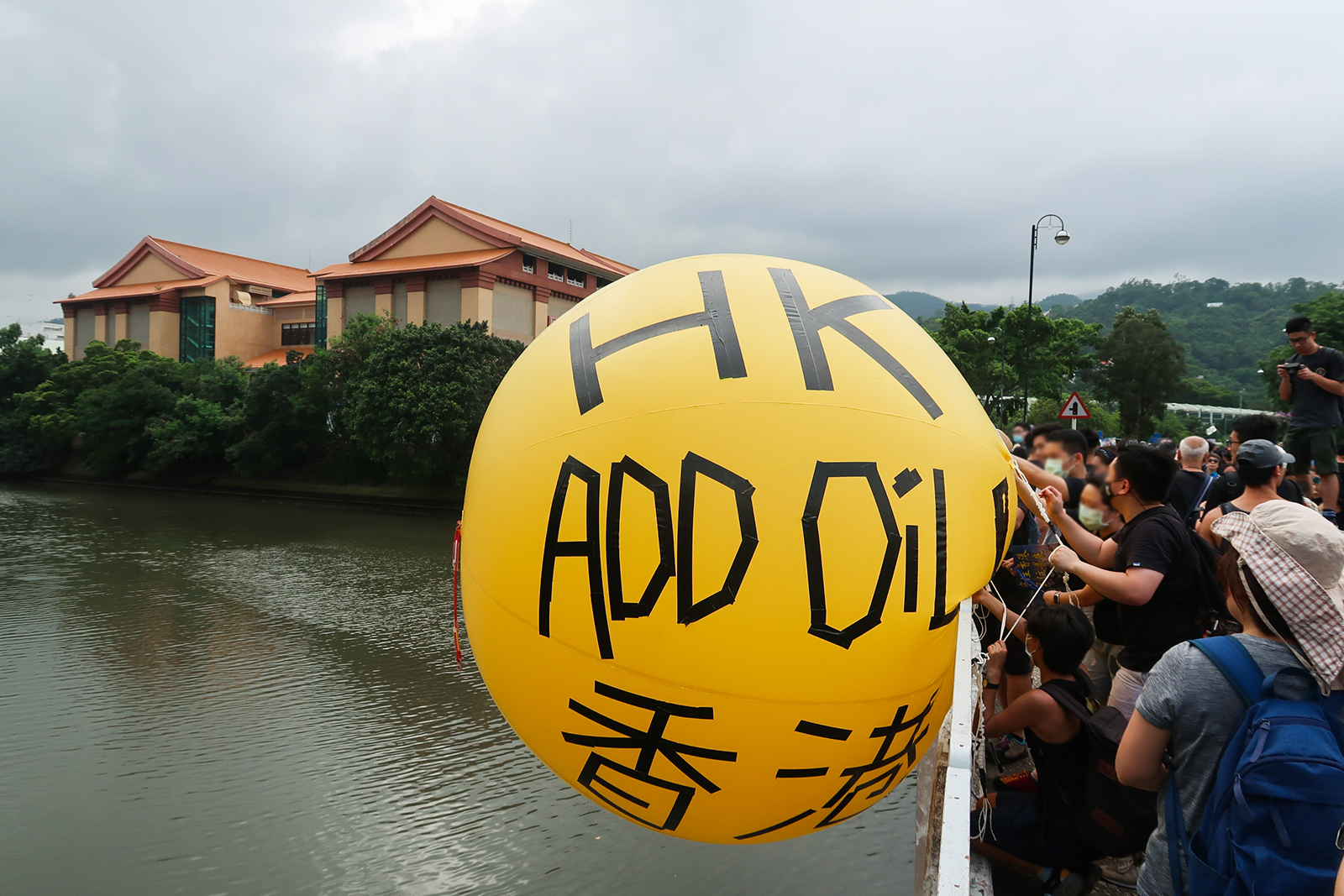
有遊行人士在鄰近香港文化博物館獅子橋，將寫上「香港加油」的黃色大汽球扔進城門河
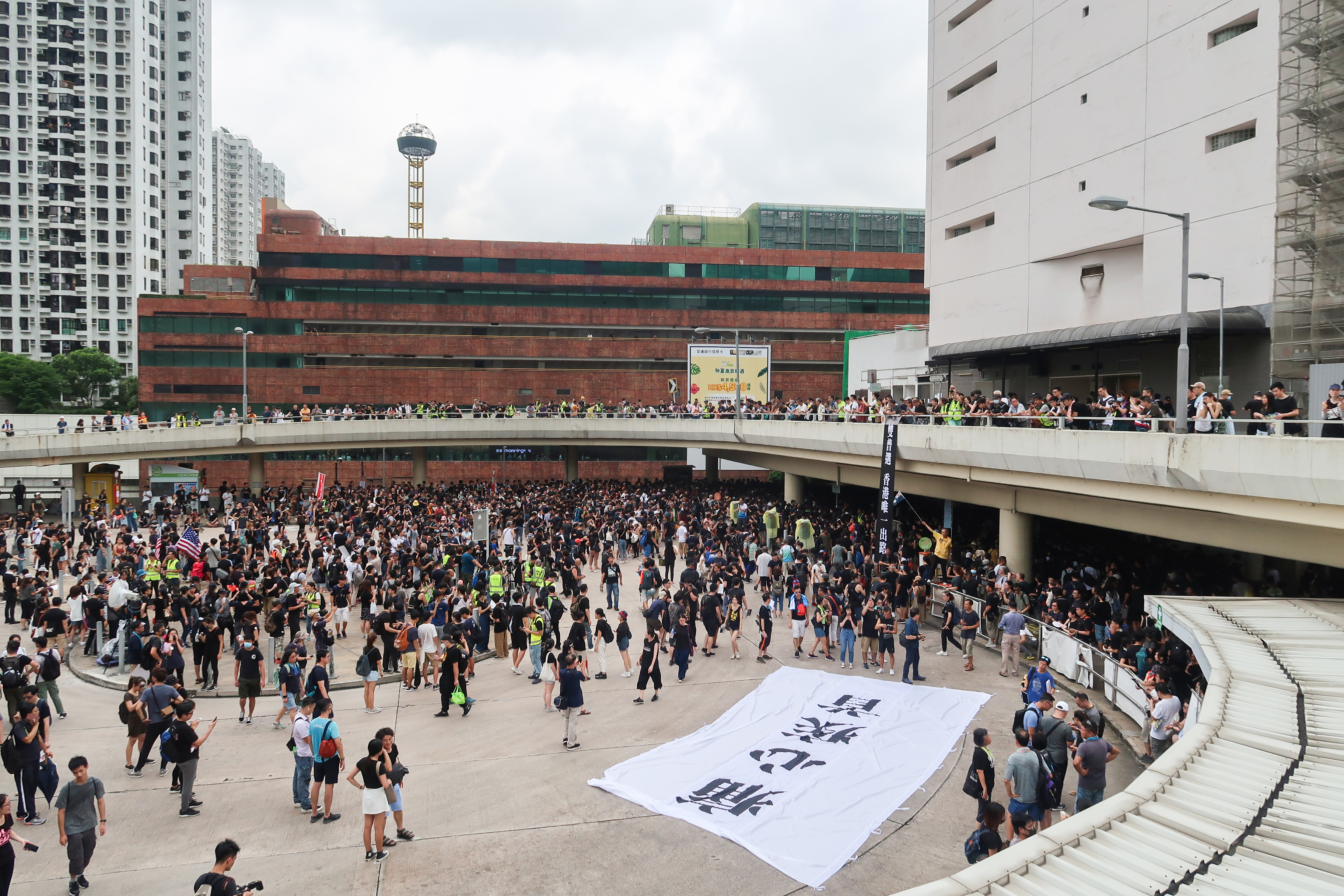
遊行終點沙田站公共交通交匯處掛了社區組織「沙田一隅」設計的宣傳品

## 佔領和衝突經過

### 衝突開始
當時遊行的不反對通知書於晚上7時才結束，但警方開始封鎖多處地方禁止市民離開，引發警民衝突的情況已經出現。

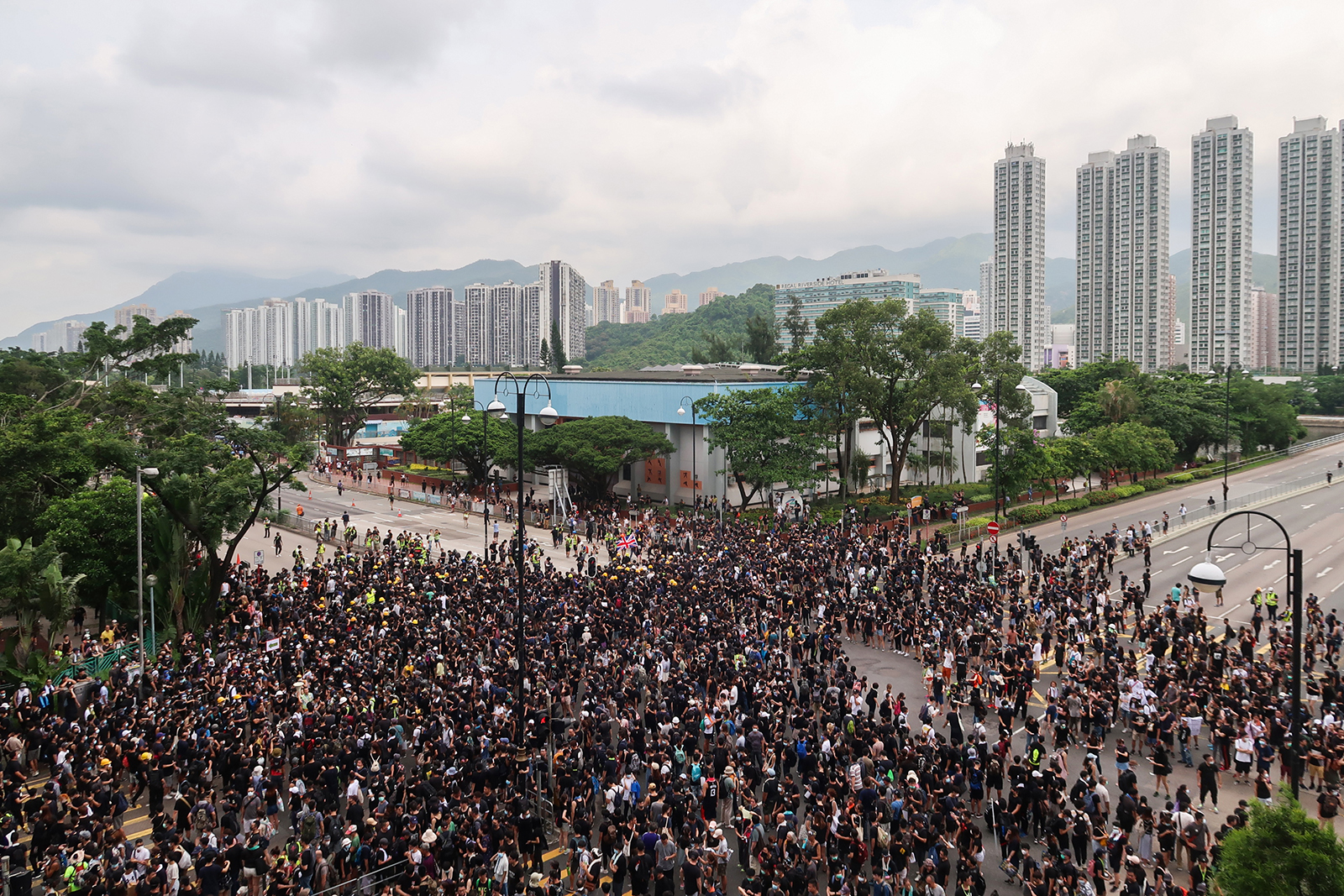
下午5時許，源禾路和沙田鄉事會路交界有示威者拒絕按不反對路線行走，並佔據馬路

下午5時許，源禾路和沙田鄉事會路交界有示威者拒絕按不反對路線行走，拆除警方的封鎖線膠帶，自行開路，使得防暴警察向其施放胡椒噴霧，示威者為此躲避或拿出雨傘阻擋，並向警方投擲雜物，第一輪衝突爆發。雙方迅速轉入街頭對峙。數名記者旁邊沒有示威者也被噴中胡椒噴霧。位於終點大台之立法會議員陳志全表示警民對峙情況充滿不確定，呼籲示威者留下支援。半小時後警方的防線繼續位處體育館外。此時示威者嘗試推進但不果，因此轉而布下雨傘陣和偷取拆毁路邊橍杆佈置三角鐵馬陣，架設路障。附近的好運中心居民亦開始空投保鮮紙及雨傘等物資予示威者。至於沙田正街的示威者則讓路予物資先行通過，以及讓記者前往採訪衝突現場，分紅海的隊伍長達800米。
近6時，警方開始進入源禾路附近的內街，半小時後警方呼籲沙田的遊行人士離開，切勿參與暴力行為，又表示網傳有人會用汽油彈，警方將會調派特別保護工作服警員執勤。不久後，持槍警員開始增援，另一批警員則嘗試包抄位於城門河河邊的示威者，據報有示威者被帶走。
近6時半，瀝源邨和城門河近沙田賽馬會游泳池外有大量防暴警察戒備，並實行封路。有市民想返回城門河對岸的乙明邨，卻被警察阻止，要求他出示住址證明。

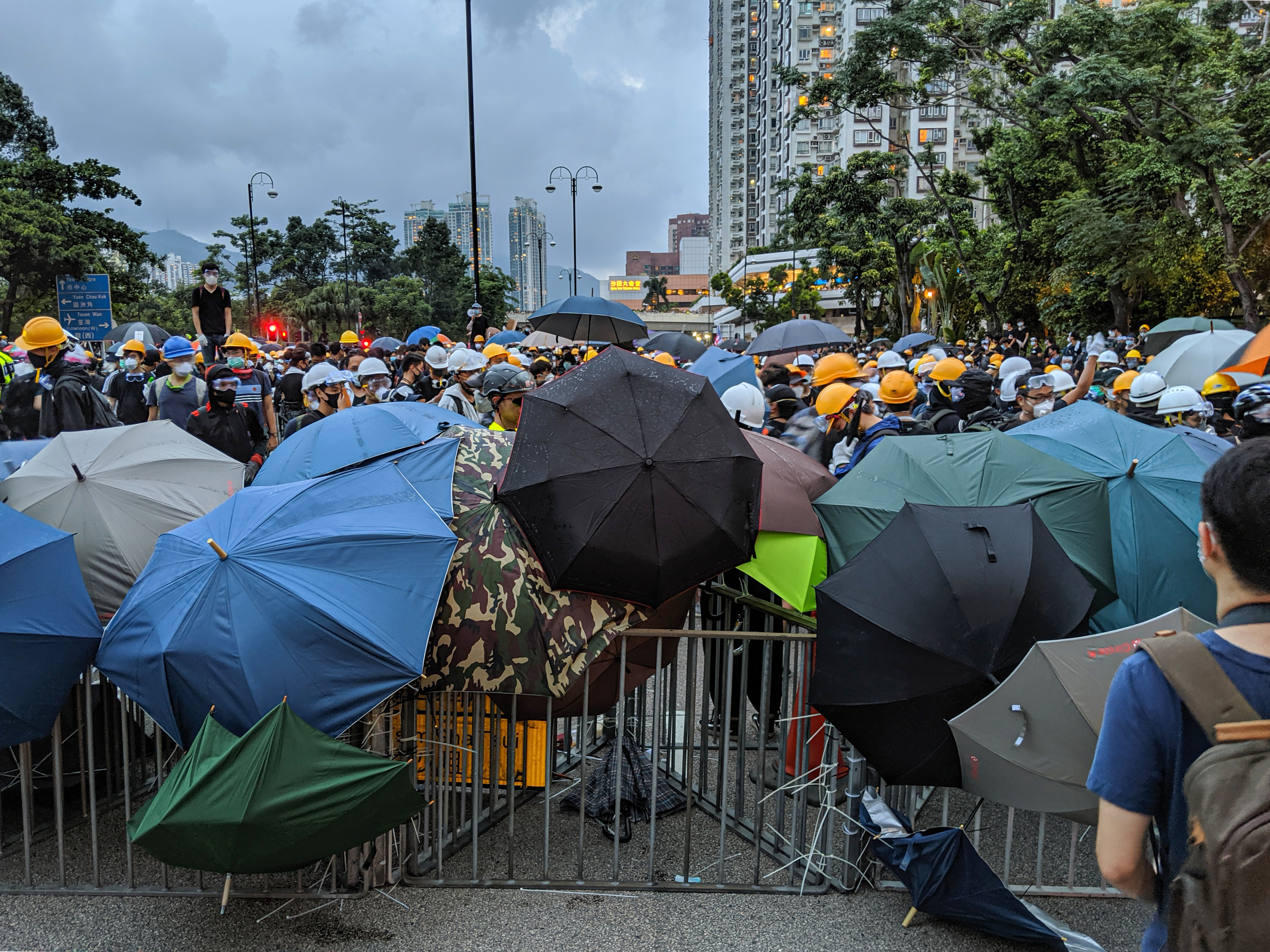
示威者在源禾路架設三角鐵馬陣
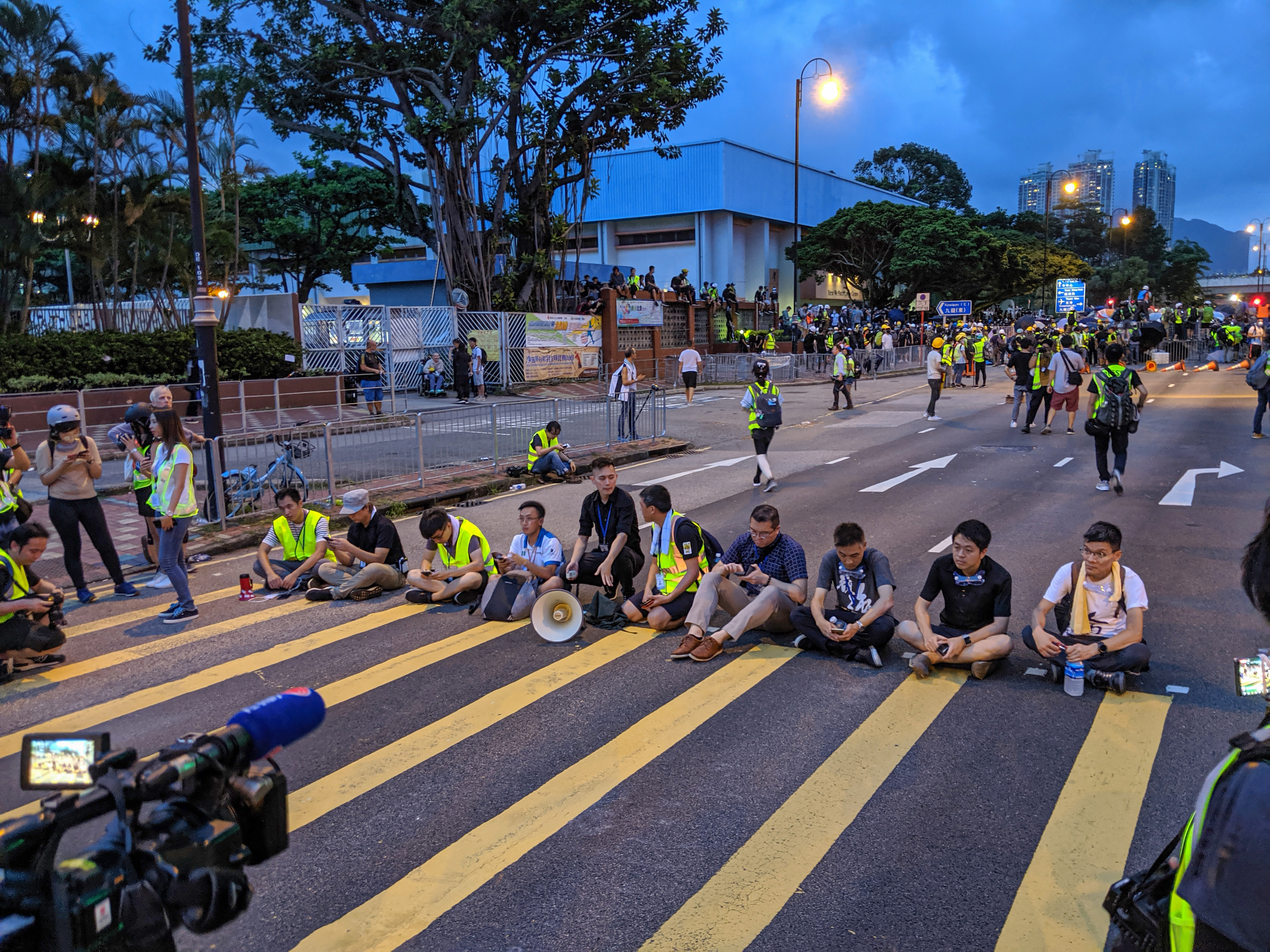
對峙期間，沙田區議員黎梓恩、黃學禮與其餘十多位民主派區議員趕到現場
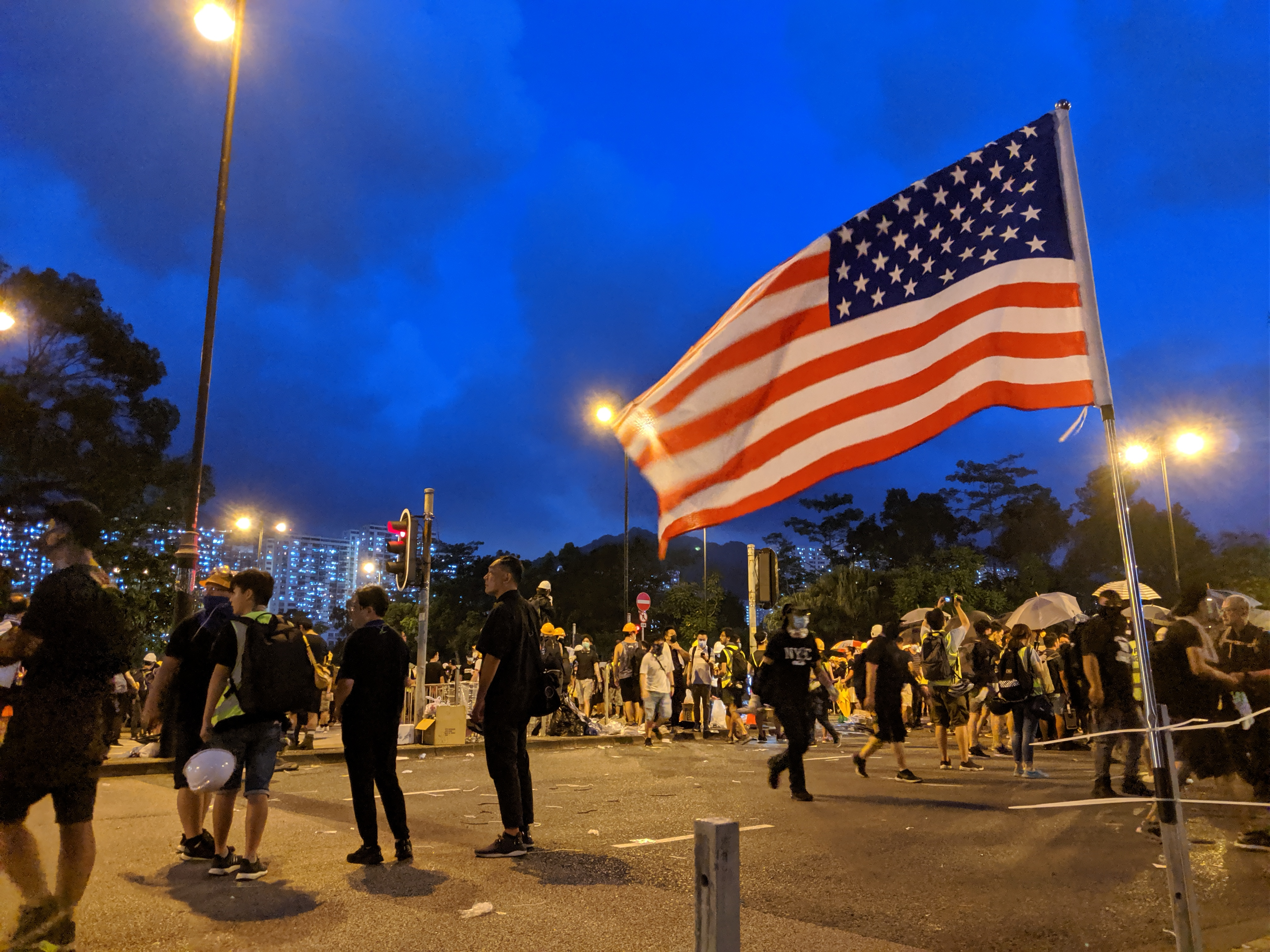
有人在沙田鄉事會路掛上美國國旗
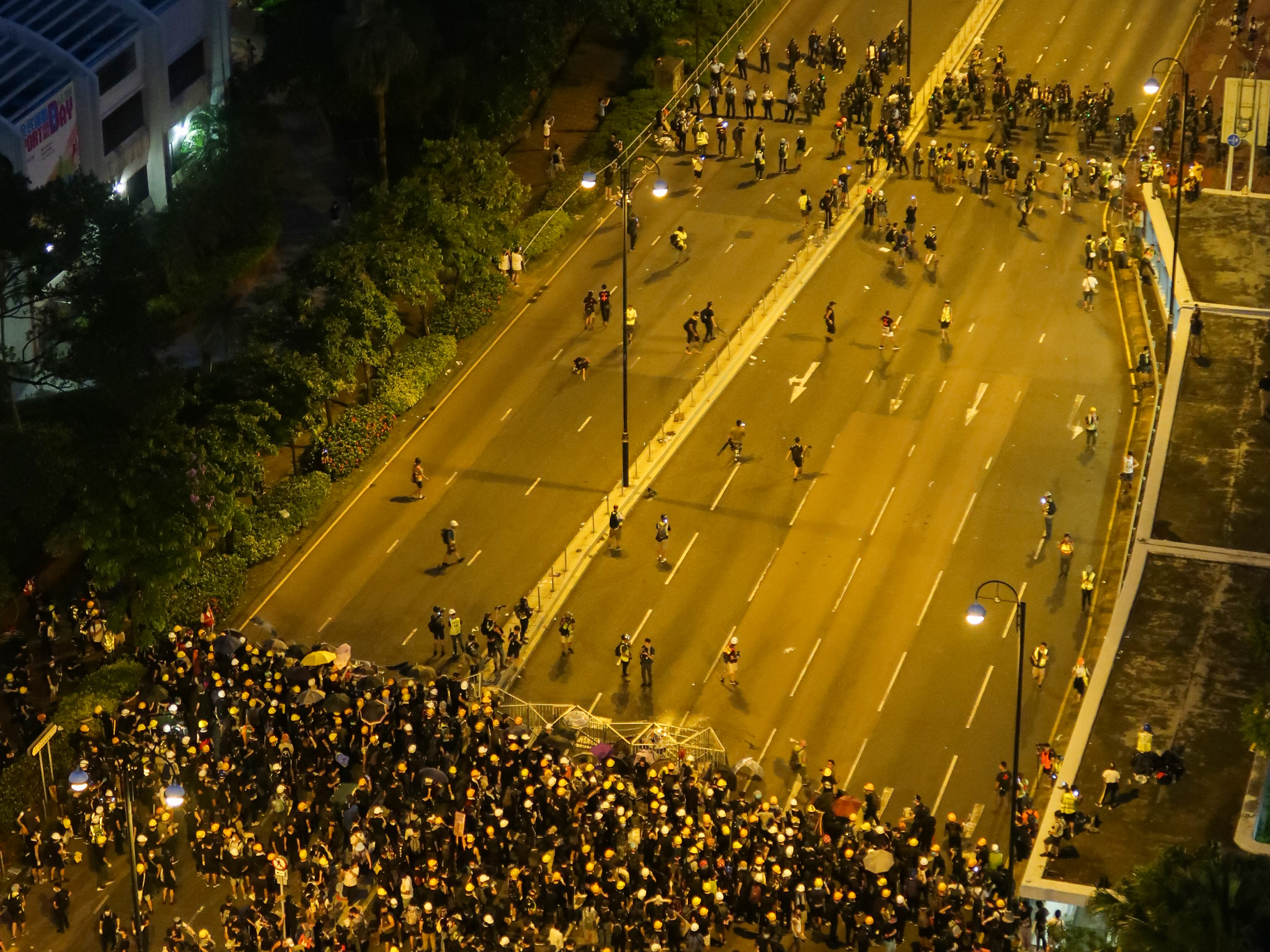
入夜後，沙田鄉事會路的示威者繼續與防暴警察對峙

### 放映會取消及警察圍堵

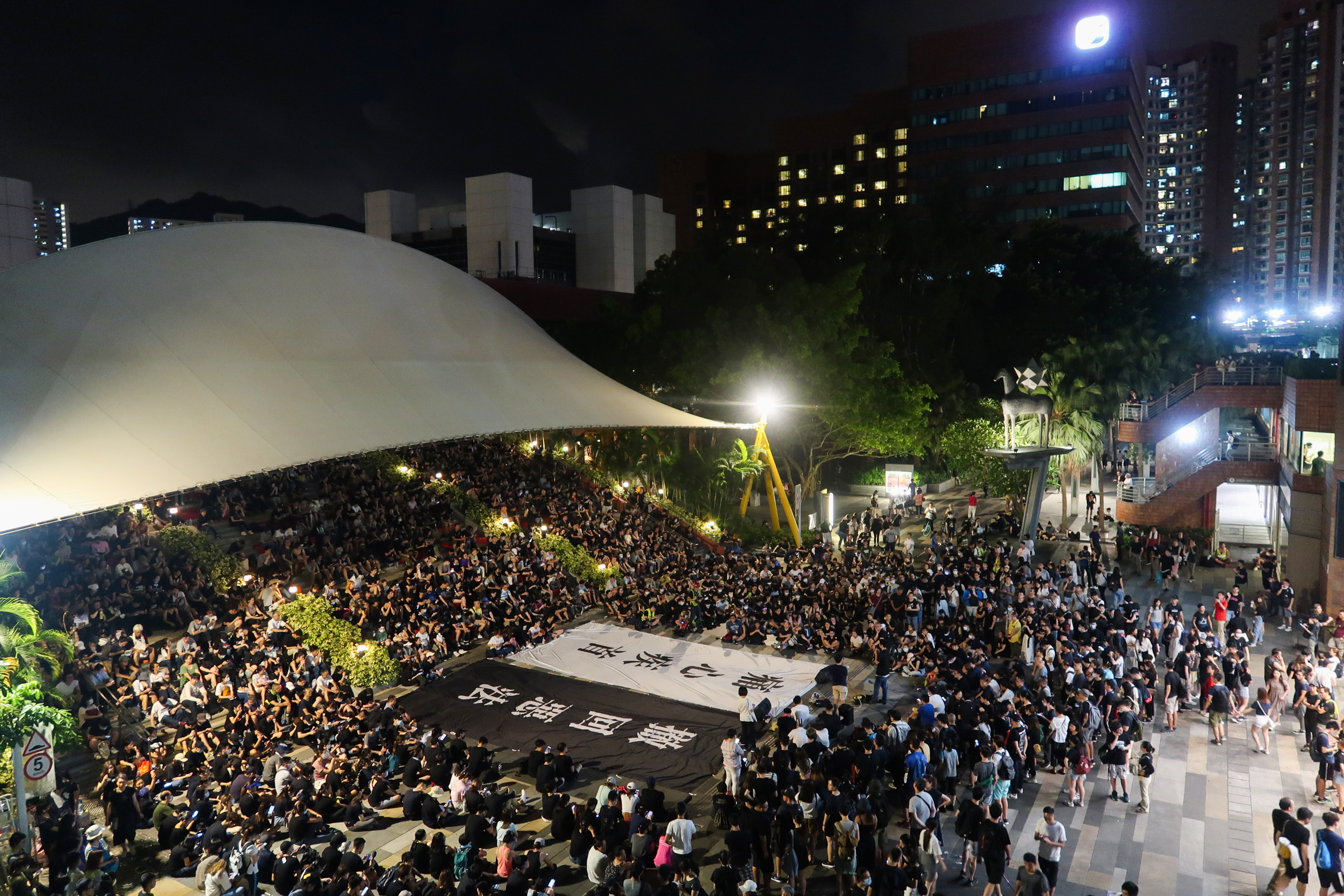
大批示威者聚集沙田大會堂外的「百步梯」

大約晚上7時，警方已經完成佈防，位於源禾路的示威者已經被包圍，而示威者亦用鐵欄築起路障。警方和數名立法會議員進行討論，警方同意讓示威者撤離至沙田站，亦同意暫時不推前防線。至於示威者討論後開始一齊向南面退後，部分示威者轉至沙田大會堂。該處原定舉行有關梁天琦的香港紀錄片《地厚天高》放映會，並獲不反對通知書至晚上11時，但因封路而導致放映器材未能進場，結果決定取消，並改為安全點供示威者休息和暫避，並改為分享會集會。
晚上8時半，警方宣布即將清場，並稱此是圍堵行動。半小時後，沙田鄉事會路、大會堂等地先後舉起紅旗和黑旗（即警告會施放催淚彈），要求餘下示威者離開，而當時示威者則組成人鏈保護後方。而當時沙田鄉事會路有示威者先向警察警告再推進就會投擲磚頭，結果後有示威者向防暴警察投擲磚頭及雜物。使得警察後退，並舉起紅旗。此時投擲磚頭的示威者後退至人群較後方。後來警方聲稱有示威者投擲磚頭和石頭，並就此作出警告，但示威者否認當時現場有此一事情發生。

### 警方圍堵沙田市中心多處 市民無法離開

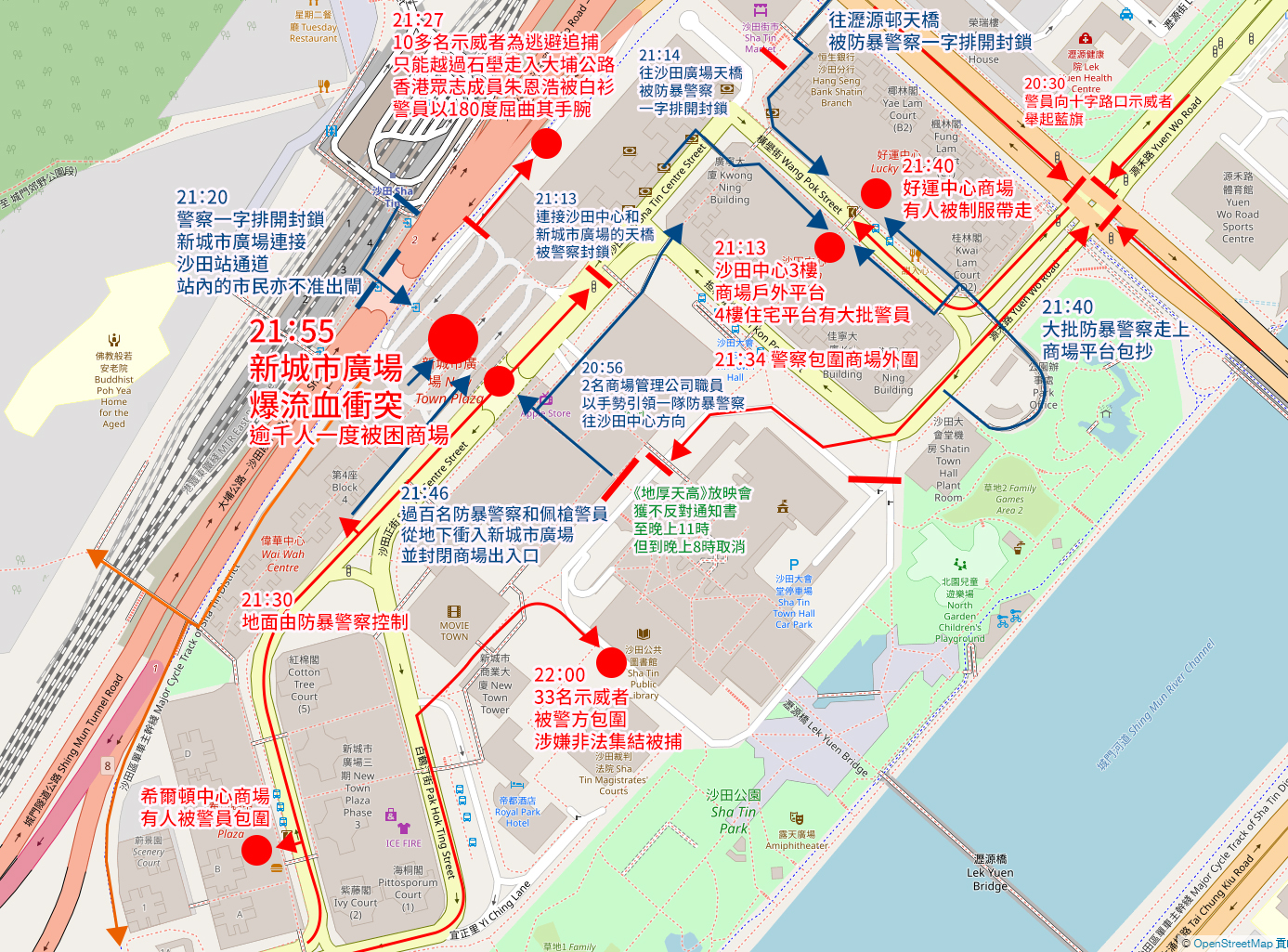
晚上警方圍堵沙田市中心的地圖，紅色為警方在地面的行動路線，藍色為警方在3樓商場範圍包抄的路線，橘色為示威者離開路線

晚上9時15分，大批防暴警察向沙田正街推進。部分則進入沙田廣場和新城市廣場，部分出口被封鎖，不准市民進入。
另一批防暴警察往大會堂百步梯範圍以粗口及揮動手上警棍盾牌等裝備，要求集會人士立即離開。
至於沙田裁判法院外的沙田大會堂33名示威者亦被警方包圍，並被檢查身分證，其後涉嫌非法集結被捕。不過根據不反對通知書，該處一帶位置批准為合法集會，警方不可隨意清場。沙田一隅召集人梁延豐發表聲明，批評警方無理驅散合法的集會，並且堵塞所有疏散通道的手法，是打壓集會自由及製造不必要恐慌。
15分鐘後，連城廣場和新城市廣場連接沙田站閘口的位置被警察一字排開封鎖，新城市廣場和沙田中心的天橋亦有防暴警察進駐，大批路人無法選擇離開，有市民質疑警方禁錮市民。之後，沙田中心管理處職員與門外防暴警員協調後，警方稍向後退，管理處職員則安排示威者分批離開商場。同一時間，有示威者向地面投擲物品，好運中心商場和4樓住宅平台有大批防暴警員進駐，並在地下商場帶走多人，示威者紛紛離開。而鄰近的沙田中心4樓住宅平台也多名軍裝警員戒備，引起街坊發生口角和不滿。
晚上9時20分左右，數十名便衣警察在攔住沙田站所有入閘機，不容許新城市廣場的示威者和市民乘坐東鐵離開，而站內的乘客亦不准出閘。而市中心地面由防暴警察控制，市民只能沿3樓平台往新城市廣場離開。晚上9時40分左右，新城市廣場情況急轉直下，示威者要求警方開通往沙田站的通道，警方對此一訴求的回應則是開通一條小路：《立場新聞》的記者形容指其只能讓一兩個人同時通過其後警員一度重新讓示威者到沙田站之售票機買票離開。不過在沙田站政府合署出口已經有大批防暴警員戒備。而部分示威者往沙田街市，沿大埔公路旁邊的小路走，希望能進入沙田廣場離開，但也被防暴警察包抄。其中10多名示威者為逃避追捕，只能越過石壆走入大埔公路，而當時有不少車輛仍然高速行駛。一名女示威者因未能跨過石壆而被防暴警制服，另一名男子嘗試「救人」，但被揮棍狂毆，最後兩人被捕。

### 警方封鎖新城市廣場 爆流血衝突
晚上10時08分，過百名防暴警察和佩槍警員從公共運輸交匯處，地下羅馬廣場和沙田中心等多個位置包抄衝入新城市廣場驅散示威者，並在商場中庭施放胡椒噴劑。示威者反抗，警民爆發流血衝突。部分軍裝警員則跑上商場4樓和5樓進行搜捕行動，此時在4樓再度施放胡椒噴劑，並揮警棍追打市民和制服部分人，現場最後有多位示威者被捕。期間有絕食者到場聲援示威者，但也被警察武力驅趕。
期間多名警員，記者和市民倒地受傷，香港眾志有成員被捕，手腕被180度扭傷。亦有示威者從商場上層不斷向警員投擲雜物。一名便衣警員先於群眾中追打示威者，落單後，被市民從電梯上層飛踢，跌至地上，眾人上前拳打腳踢，亦有以雨傘刺擊警員。一名無線電視攝影記者上前以身保護倒地警員，旁邊亦有數名市民上前拉開欲打警員的示威者，整個過程歷時約半分鐘。而該名攝影記者亦是在光復上水中拯救墮橋青年的那位攝影記者。
另有警员在新城市廣場拘捕示威者時，右手食指用力插香港大學學生杜啟華右眼，懷疑杜痛極咬緊牙關，令同時伸進口中的無名指指頭被杜啟華咬斷。
由於警方封鎖新城市廣場的出入口，逾千人一度被困商場。另外歌手何韻詩和海富中心外的絕食者亦到場聲援和與警方交涉。
晚上10時10分，港鐵宣布東鐵線列車不停沙田站，引發恐慌。大批示威者經沙田站進入月台乘車離開。示威者亦阻擋列車開出，希望讓更多人安全離開。縱使港鐵在十多分鐘後表示列車服務回復正常，列車將會繼續停沙田站，但未能說服示威者讓列車開出。立法會的譚文豪議員則表示「列車唔停嘅話，我跳落路軌截停佢OK？」﹙列車不停的話，我跳下軌道截停它好嗎？﹚。最終因為列車未能正常關門，所有乘客在晚上近11時落車，其後下一班列車抵達同一月台，意味列車服務已經回復正常。
晚上10時40分多，防暴警察等逐漸離開新城市廣場。商場衝突的情況在晚上11時左右結束和落幕，現場一片混亂，地面遺下大灘血漬。大部分店舖收拾好後，翌日重新營業，中庭混亂情況亦已經被清理。

## 爭議

### 新城市廣場處理做法
新城市廣場原本計劃7月13日起於商場內舉行一個以薰衣草為主題的「Lavender Romance In Town 仲夏薰衣緣」展覽。遊行前幾日，新城市廣場突然撤走原定佈置於三樓中庭之展覽物品，聲稱將展覽押後，又提早結束一樓羅馬廣場之數碼通展覽，並移走商場內所有垃圾桶及排隊柵欄。
14日衝突期間，網上流出影片清楚顯示2名商場管理公司職員以手勢引領一隊穿戴全套防暴裝備的警察推進商場三樓範圍，商場內顧客見狀紛紛起鬨。當晚衝突過後，新城市廣場及新鴻基地產先後發表聲明，澄清事前不知悉警方在商場內的行動，衝突當晚沒有報警，亦沒有求警協助，但稱商場須按照相關地契將商場內公共通道24小時開放予所有公眾人士使用，包括通往沙田港鐵站及巴士總站等的出入口。聲明隨即引起爭議，及後引發市民包圍行動。15日，警方交代遊行前很早時已與附近商場有緊密聯繫，然而補充警方未必能即時通知商場以進行拘捕行動。同日下午，新城市廣場接獲警方通知，警方已取得法庭搜查令並要求商場提交閉路電視錄影片段；商場服務處徵詢法律意見後，同意提交所需片段。晚上9時，大批市民商場4樓顧客服務中心包圍保安和客戶服務主任，要求商場管理層交代。商場職員表示市民需填寫意見表後才會作出回覆。
大批市民批評新城市廣場引領警察進場的做法。浸信會呂明才中學校長溫家傑在商場Facebook留言，直斥商場管理公司容許警方進入商場是「不知所謂」和「無理執法」。而現場示威者和顧客認為商場漠視在場內人士的安危，而且沒有警察進場的公佈，令市民受到驚嚇。沙田區議員丘文俊認為管理公司授權防暴警察進入商場，結果變成戰場是「犯下大錯」，反之金鐘太古廣場在6月12日不准許警方進內拘捕的做法，是「簡直一天一地」。而熟悉商場運作的人士表示，除非商場報警或場內發生大型事故，商場並不會隨便讓警員進場。大量警員進入商場只會引起場內顧客感到恐慌，而且商戶也會以「生意受影響」為由投訴。認為管理公司的保安帶領警員進入商場，是代表高層已預先得悉和批准有關行動。

### 警方濫權爭議
- 警員拗示威者手腕：有網民發現now新聞台的直播影片，一個外貌跟90年代初著名童星，即現時為警察機動部隊總督察鄭柏林有7、8成相似的白衫警員拘捕已倒地的香港眾志成員朱恩浩後，在朱恩浩沒有任何反抗下，該名白衫警員以180度屈曲其手腕。《蘋果日報》記者致電鄭柏林查詢時對方立即掛線。事件引起網民熱烈討論，有網民對此感到可惜和失望。[63]而事後政府電話簿網頁亦刪走鄭柏林的辦公室電話和電郵資料。[64]
- 示威者被迫出高速公路：在當日晚上9時，於新城市廣場地下巴士總站近大埔公路沙田段，數十名防暴警察從後追捕一批示威者，示威者為逃避追捕而走進高速公路，當時高速公路亦有不少車輛仍然行駛，非常驚險。期間有一名女子未能跨過石壆，被防暴警擒住，另一名已成功跨過石壆的男子見狀，立即折返打算救回該名女子，隨即被揮棍狂毆和被帶走，期間該名男子僅用身軀保護女子。[28][65][66]
- 警方四面八方包圍：示威者警方於沙田鄉事會路要求示威者離去，但從多處包圍示威者。包括東北面瀝源邨、東南面城門河瀝源橋、西南面獅子山隧道公路和沙田站公共運輸交匯處。新城市廣場內，大批欲前往沙田站離開的示威者被警方阻止，不久後便有多批警察從後包圍示威者，繼而引發衝突[29]。
- 阻撓商台記者正常採訪：香港商業電台新聞部記者陳皓為於事發當日跟隨一批被迫出大埔公路沙田段的示威者期間，當時警員向記者面部施放胡椒噴劑，並趕離現場幾十米。其後記者拍攝警員向兩名示威者揮動警棍，再度被警員用盾牌遮檔拍攝、推撞、再次驅趕記者到幾十米外。當記者停止拍攝後，有警員喝罵「就係你地啲記者，搞亂個社會」，又喝令記者停止用毛巾抹走面上的胡椒噴劑。之後記者向同一隊警員提出，想經電梯上新城市廣場和沙田站採訪，警員拒絕，並指認得他剛才在現場拍攝。但之後有商場職員帶途人，經電梯上新城市廣場，警員卻沒阻止。[67]商業電台新聞部對警方阻撓採訪表示極度憤慨及深表遺憾。警方回應港台查詢時表示，一直尊重新聞自由和傳媒採訪的權利，會盡力便利傳媒工作。並呼籲傳媒工作者切勿接近警察的推進線，以免發生危險。若認為警方處理不當，可向投訴警察課作出投訴。[68]

### 警員被咬斷手指誤報為被鉗斷
在7月14日晚爆發新城市警民衝突期間，包括香港電台、星島日報及大公報在內的媒體曾發佈有「警員被咬斷及鉗斷手指」的消息，而警方亦引述有示威者用鉗夾斷警員手指，並獲多個媒體轉載，部分網上消息稱警員的手指被活生生剪斷，國僑辦屬下的中通社更引述稱鉗斷手指「是美國中央情報局慣用手段」，但後來卻發現警員的手指是完好無缺，而被指是鉗斷警員手指的工具實為被示威者奪去的警棍，在發現報導失實後，部分傳媒刪走其網上報道的相關內容，惟警方卻從未有正式澄清錯誤發放消息，警務處處長盧偉聰在翌日凌晨到大埔那打素醫院探望受傷警員後亦沒有更正警員遭鉗夾斷手指是錯誤資訊。傳真社在7月17日發佈其調查結果，指出經過比較多條當晚拍攝及流傳的片段後，顯示涉事警員雖然在扶手電梯旁與示威者拉扯期間被搶走警棍，但是在畫面清晰見到涉事警員的十隻手指均完好無缺，而引用圖片顯示新城市廣場的中庭地上留有血跡，也與事發地點在397號舖門外不符，確認沒有警員的手指被示威者用工具剪斷，傳真社其後向警務處查詢為何不作澄清，但警方未有正面回覆，警方被部分媒體及網民批評是選擇性闢謠。
香港電台事後被指誤報有警員被鉗斷手指，將未經證實的消息以直接描述「有警員被咬斷及鉗斷手指」，而非以「消息指」的未肯定描述發佈。香港電台節目製作人員工會於7月17日去信管理層，指出是新聞部總監黃金鳳對此作出指示，要求管理層交代從何得悉警方消息來源、有否求證，為何要妄下判斷，以及日後遇到同類情況應如何處理，以免港台成為傳播失實消息的幫兇。

## 影響

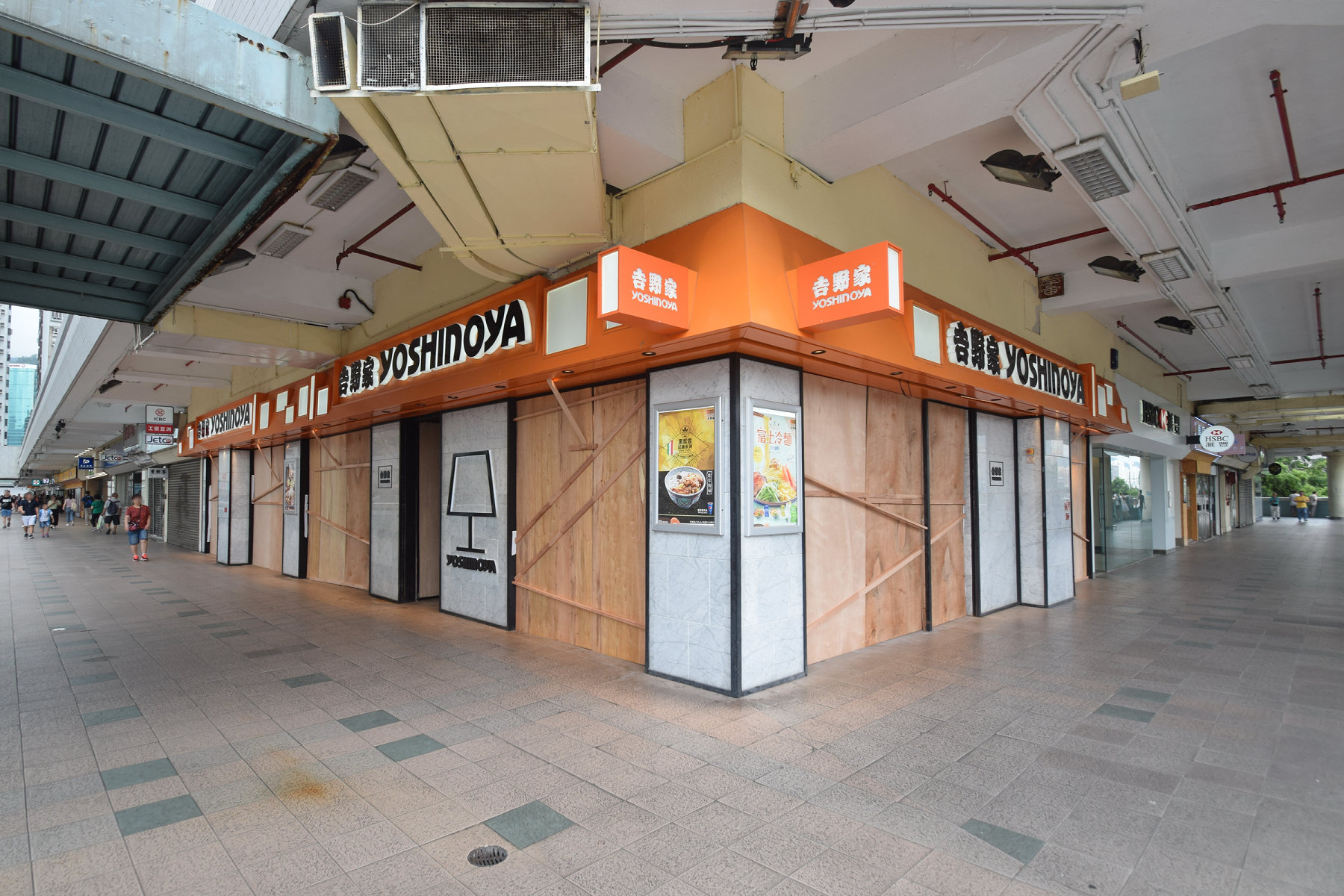
吉野家好運中心分店於遊行開始前用木板圍封玻璃櫥窗。

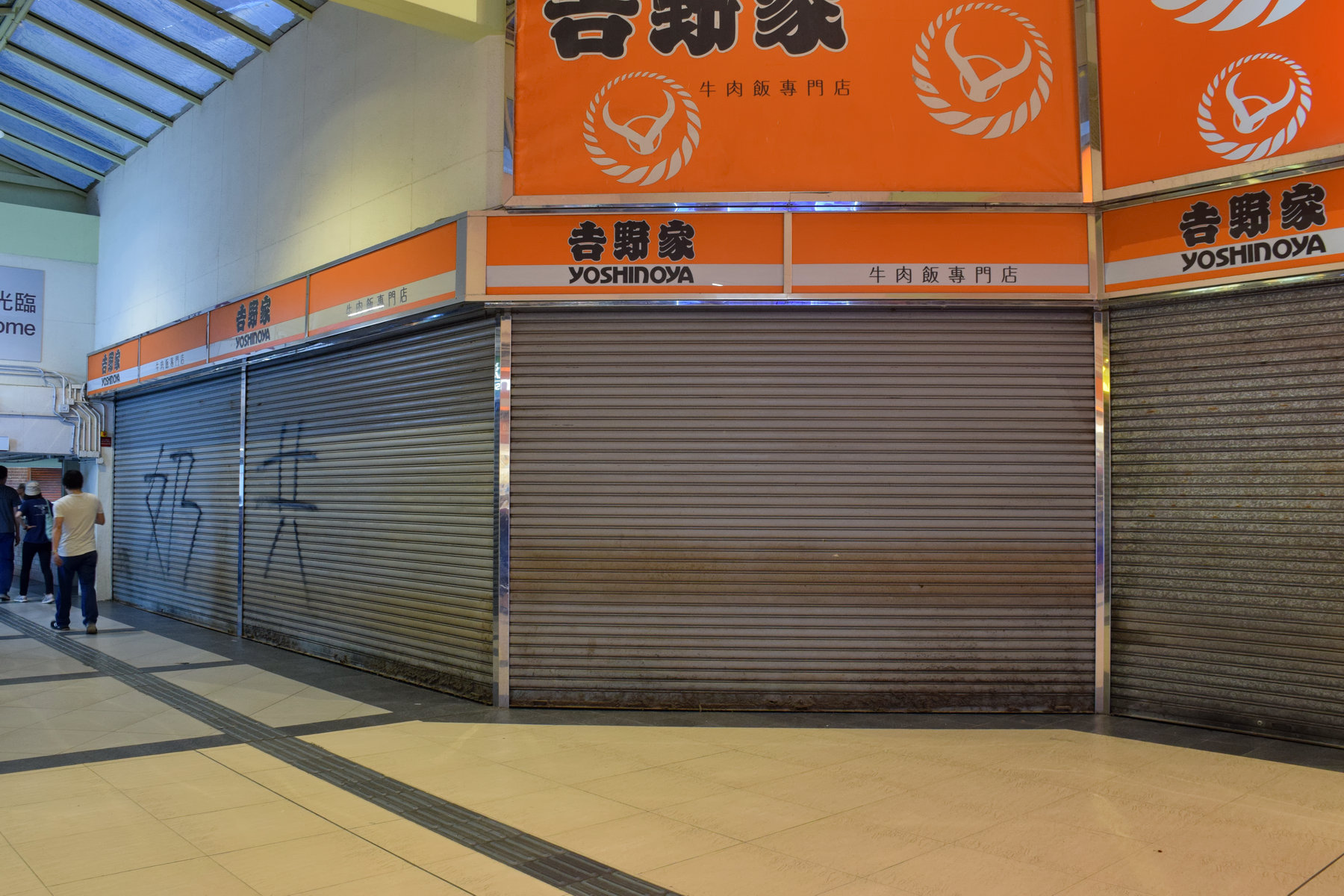
吉野家瀝源廣場分店提早關門後，店舖鐵閘被噴上「奶共」二字。

運輸署公布沙田當日實施特別交通及運輸安排，在車公廟至港鐵沙田市中心一帶將實施封路措施，一共有60多條巴士及小巴線受影響，其中沙田市中心巴士總站、沙田站公共運輸交匯處和位於排頭街的小巴站由下午約1時起暫停使用。而停車場在封路期間亦暫停使用。吉野家好運中心和瀝源廣場分店提早關門。
沙田區議員衞慶祥表示，事件發生後的兩星期收到多個求助和投訴電話，指自己及家人因防暴警察進入事件新城市廣場而受精神困擾。而社會福利署轄下沙田區個案服務單位，55宗求助個案中，其中2宗為受新城市廣場事件影響而求助。而新城市廣場管理公司指服務處已為前線員工提供情緒支援。

## 回應

### 政府
政府發言人於14日晩上10時發表新聞稿，稱示威者故意堵塞道路，以暴力襲擊警察，並肆意破壞社會安寧的違法行為，予以強烈譴責。並重申法治是香港的基石，社會絕不容忍這些暴力行為。
警務處處長盧偉聰於15日凌晨，表示對這次中的暴力事件予以強烈譴責及感到憤慨，會繼續全力調查此案。而警方的態度是便利和平示威和保護香港市民生命財產。他認為情況越來越差，達至令人髮指的地步，例如看到警員跌倒但仍有人不斷踢。他亦以警員被咬斷手指為例，指責示威者為「暴徒」。
行政長官林鄭月娥同日下午見記者，形容昨日沙田大衝突的示威者是「暴徒」，強烈譴責昨日的暴力破壞法治。

#### 警察協會
警察隊員佐級協會於14日發表聲明，要求警務處管理層確保警察在行動中的人身安全，並指出他們不應將警員指派到危險或可能引致受傷的地方執勤。香港警務督察協會於同日發表聲明，讉責不受控制的「暴亂」破壞香港法治，亦使警員被辱罵、網上欺凌等。他們呼籲市民支持警察，恢復社會秩序。

### 建制派
建制派39名建制派議員發聯署信，對接連有遊行演變成暴力衝擊，破壞社會秩序之行為，予以最嚴厲譴責。認為多次暴力衝擊，明顯是有人有組織有預謀策劃。而且政府已多番聲明，修例工作已經完全停止，反映一小撮暴力示威者，訴求已經超出反修例。相信香港社會大多數人，仍然愛好和平。又希望傳媒應該盡力配合警方和其他人不應打擊警方士氣。
民建聯主席李慧琼表示，相信市民期望政府主要官員，可以處理目前困境，希望政府帶頭和示威者溝通。而示威者亦須思考怎樣才能幫助香港。體育、演藝、文化及出版界議員馬逢國批評，近日暴力衝擊有組織、支援和部署，已經是不爭事實。和平示戚發起人亦應思考，是否有能力控制遊行之後的情況。又認為警方要更審慎批出不反對通知書。
行政會議成員葉劉淑儀稱，多名市民擔心近日暴力不斷升級，而主題已經偏離反修例，民生、經濟都受影響。認為和平示威可以接受，遊行後不要佔領馬路。行政會議成員林健鋒表示，多次暴力衝擊已經影響經濟民生，希望社會各界想想能容讓社會繼續受破壞。表示明白社會政府政府盡快回應，希望各界可以和平理性表達。
保險界議員陳健波表示，香港進入了「嚴峻時間」。他向「幕後搞手」作呼籲，政府已經停止修例工作，未來一段時間亦不會有政治能量再推動。他希望市民體諒警察的工作。

### 泛民主派

#### 民陣
民間人權陣線於15日發表聲明指，各區遊行出現相關的情況，造成不願見到的傷害，而始作俑者始終是深潛多日的林鄭月娥。民陣表示，若政府有心保護前線警員，及不願再見到市民在抗議行動中受傷，則應更積極地回應市民在反對修例的訴求。並重申坊間要求的設立獨立調查委員會，是有理有據和是政府回應市民訴求、平息民怨的最有效方法。否則這場運動終將會因為持續的警民衝突，造成無可挽回的人命傷亡。

#### 立法會議員
立法會議員尹兆堅於15日出席電台節目時提到，警方清場的安排極不理想，市民根本無路可走。而警務處處長盧偉聰昨日見記者時的說法，與現場指揮官的決定不符。後來警方進入商場搜捕示威者，他直言警方表現奇怪，提到警員在商場內用警棍敲盾牌、扶手梯等大造聲勢，令現場不少人感恐慌，並令市民有被挑釁感覺。
民主派會議召集人毛孟靜批評，警方以「包抄」形式令商場變成戰場，認為是荒謬、愚蠢的手法，並感到痛心疾首。表示警方未經商場同意擅自闖入，變相是非法禁錮商場內的消費者，是違反警察通例的手法，強烈要求警務處處長盧偉聰公開解釋，向受影響商戶和市民道歉。並重申民主派絕對不會與示威者割蓆，強調昨日「困獸鬥」的場面，相信市民「公道自在人心」。
民主黨林卓廷表示，警民衝突繼續升溫，長此下去香港會陷入萬劫不復的狀態。他呼籲示威者切勿與警方「鬥武力級數」，否則警方會用更高武力鎮壓，最終或會導致人命傷亡。他亦質疑警員進入商場追捕時，如何分辨是示威者還是普通市民。立法會議員尹兆堅表示，盧偉聰嘗試以謊言遮蓋謊言，有負市民之餘，更是出賣前線警員，他對此感到遺憾。
公民黨楊岳橋認為，前線指揮官需要負最大的責任。他質疑，警方如何判斷新城市廣場內有犯法行為，即使有合理的理由，亦不應容許全副武裝警察進入現場。並斥責警方沒有預留足夠時間讓現場人士離開，以及強調林鄭是現時局面最大的負責人，亦是唯一可以解決問題的人。
工黨張超雄批評警方的行動目的並非驅散而是圍捕，不希望日後發生「以暴易暴，以牙還牙」的情況。教育界葉建源表示，希望立法會主席梁君彥考慮召開緊急會議，將問題從街頭帶到議會內討論，並作出問責。新同盟范國威表示，對於未來數次的遊行，議員正接觸沿線商場商討遊行當日的安排，例如會否拒絕警方進入商場範圍。

#### 沙田區議員
多名沙田區議員於事發後在新城市廣場內會見傳媒，其中沙田市中心選區之區議員衛慶祥表示自己接獲巿民投訴指不能進入港鐵沙田站，於是要求與高級警員交涉，但警方於短時間內已衝進商場，形容情況混亂，他對警方的執法情況感到驚訝和憤怒。而另一名區議員丘文俊形容警方知法犯法，搗亂商場及破壞治安，他指有巿民一家大小在商場吃飯過後，防暴警察於市民晚膳後衝進商場而令途人情緒恐慌，質疑警方是否將市民當作悍匪張子強般追捕。
到7月16日下午5時，沙田區泛民主派區議員李世鴻、丘文俊、丁仕元、陳國強、麥潤培、葉榮、陳兆陽、趙柱幫、林永成、陳諾恒、吳錦雄、黃學禮、程張迎、許銳宇、容溟舟一共15人，在新城市廣場1樓羅馬廣場進行記者會，對香港警察、港鐵、新鴻基地產、建制派及政府予以嚴厲譴責，認為他們無視市民安危。

### 新城市廣場
由於網上有圖片顯示疑似有便衣警員並穿上商場員工制服以等待扣查途人，亦有影片顯示兩名商場職員帶領一批防暴警察於商場範圍內遊走，新城市廣場管理處於當日夜間於三度在社交媒體發表貼文，表示該公司因應公眾活動而於所屬集團旗下其他物業調動人力資源，用以於公眾活動進行期間能維持商場內的秩序，而所有穿著商場制服者均為商場所屬集團之職員。而對於網上有傳言指商場報警要求警方介入，商場管理處在貼文中澄清沒有就此報警及求警協助，又表示商場職員只在場內維持秩序以協助商場內的人士，並無帶領警察在場內執行職務，亦重申新城市廣場內由的地面至三樓通往沙田大會堂、港鐵沙田站及沙田市中心巴士總站之公共通道設有多個出入口，必須按照地契條款作24小時開放予所有公眾人士使用。地政總署亦規定有關通道不可防止任何人行走，必須開放予包括市民及警方在內的所有人士通過。警方原則上不可封鎖商場出入口，但警方執行任務期間在商場範圍外的行動，商場方面無法干預。而商場所屬之新鴻基地產於事發翌日發表聲明，重申事前並不知悉警方於事發當日進入商場內之行動，以及鐵路服務的臨時安排，令商場內的人士無法順利離開。就事件引致有人受傷，亦令顧客、途人和商戶受到影響，對此深表遺憾和難過，又因應市民於7月15及16日的關注而於7月17日再次發表聲明及會晤傳媒以作進一步闡述。

### 傳媒

#### 無綫電視
有無綫電視記者跟隨遊行隊伍走至沙田鄉事會路近源禾路位置，拍攝期間遭遊行人士高舉標語，並跳高以標語遮擋鏡頭，阻礙採訪。無綫電視在六點半新聞報道時表示，該台攝影師及記者採訪期間，突然遭到示威者襲擊，記者的小腿被踢，攝影師的右邊背部亦被打了一拳；之後攝影師捉住施襲者的背包時，再被四、五人箍頸。TVB罕有地以「暴徒」形容示威者，嚴厲譴責示威者的行為，並表示已報警。

#### 商業電台
該電台記者指出在採訪期間，遭到警員阻撓正常採訪，包括對記者施放胡椒噴劑、用盾牌推撞驅趕、出言侮辱和限制進出。而這些都是警員對單獨採訪的記者作出阻撓，令公眾無法得知事件真相。商業電台新聞部對警方阻撓採訪表示極度憤慨及深表遺憾。

### 學界
理大學生會發表聲明，強烈譴責警察於昨今兩日暴力對待和平示威之示威者、在場記者和議員，以及不齒警察濫權行為。並嚴正要求政府立即成立獨立調查委員會查明事件，查證警方濫權問題。
科大學生會發表聲明，諷刺警方濫暴行為猶如暴徒和予以最嚴厲譴責，以及呼籲國際制裁警方和停止出售武裝予警方。並對新鴻基地產旗下沙田新城市廣場未能妥善保護市民及顧客感到遺憾，促請新鴻基帶領警方進入廣場之片段作出具說服力澄清。且呼籲科大成員及廣大香港市民杯葛東港城等新鴻基旗下商場和抵制消費。

### 中國大陸中央媒体
中共中央机关报旗下《环球时报》谴责称“那些对警察施暴的示威者，他们被小场景里以及暂时的气氛所迷惑，他们的那份嚣张只能是瞬间和短暂的，历史给他们准备了足够的惩罚。”

## 後續事件

### 包圍顧客服務中心

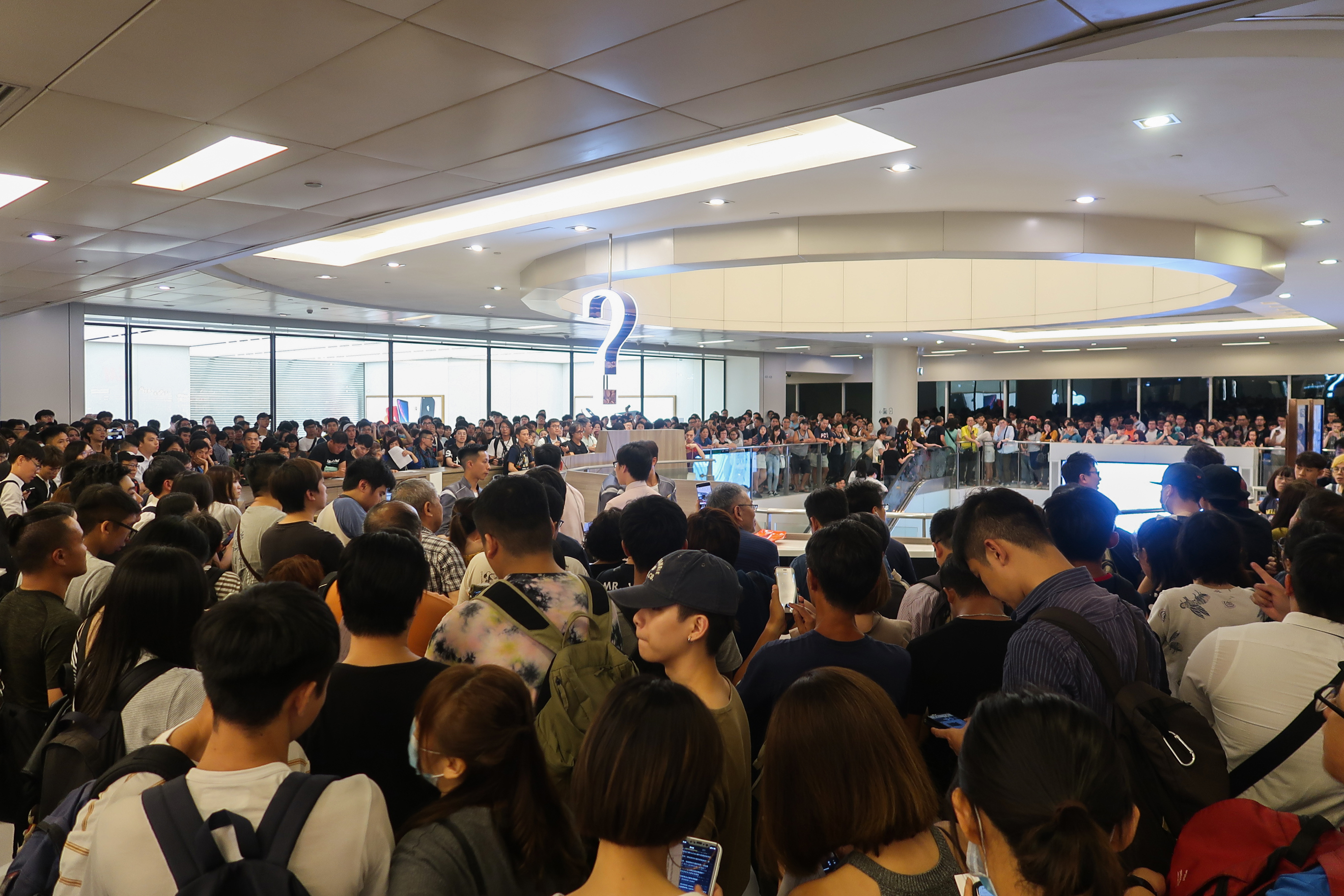
7月16日晚上8時，近數百名市民再度包圍商場詢問處，要求新鴻基地產作出回覆

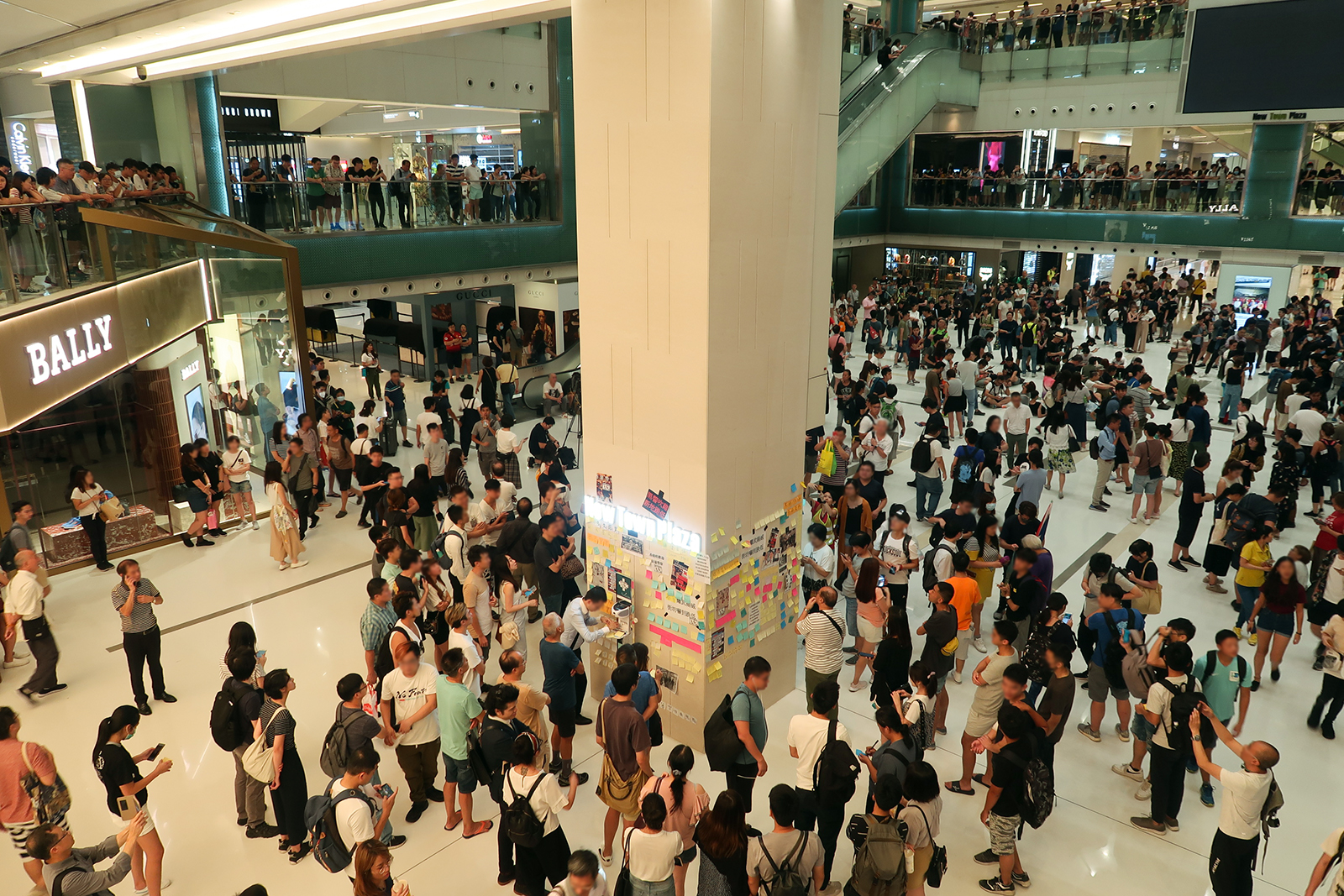
7月16日晚上10時半，商場3樓連接沙田站的入口變成連儂牆

7月15日晚上10時，有100多名市民因不滿新城市廣場就此事之處理手法，到商場4樓的顧客服務中心抗議，並質問職員為何昨日商場內會有大量警察，是否有人報警或有職員帶警員入內。職員否認有報警，但沒有回應其他問題。而在場市民不滿意其回應，繼續包圍詢問處，其間不時起哄。之後市民要求新鴻基地產對之前的問题在傍晚6時前回應，否則將於晚上8時再到新城巿廣場詢問處抗議。
7月16日晚上8時，近數百名市民再度包圍顧客服務中心，要求商場解釋為何當日商場內會出現大批警察。民主黨新界東立法會議員林卓廷一度到場調停，表示拍攝到有人帶一袋鐵通進入商場，呼籲該名人士不要做暴力行為。其後被市民喝倒采，大叫「唔好割席呀」、「你走啦」。
晚上9時，多位客服職員報稱身體不適，由救護人員帶上救護車送院。多名市民於車道旁的行人路聚集，高呼「切勿濫用救護車」。職員離場後，市民繼續在現場寫投訴信和便條紙，貼在詢問處和商場樑柱上以表示不滿管理公司處事手法，令該處化身連儂商場。而於翌日，有網民拍到有清潔工將張貼於玻璃上的投訴表格逐一撕去並扔掉至垃圾袋中。

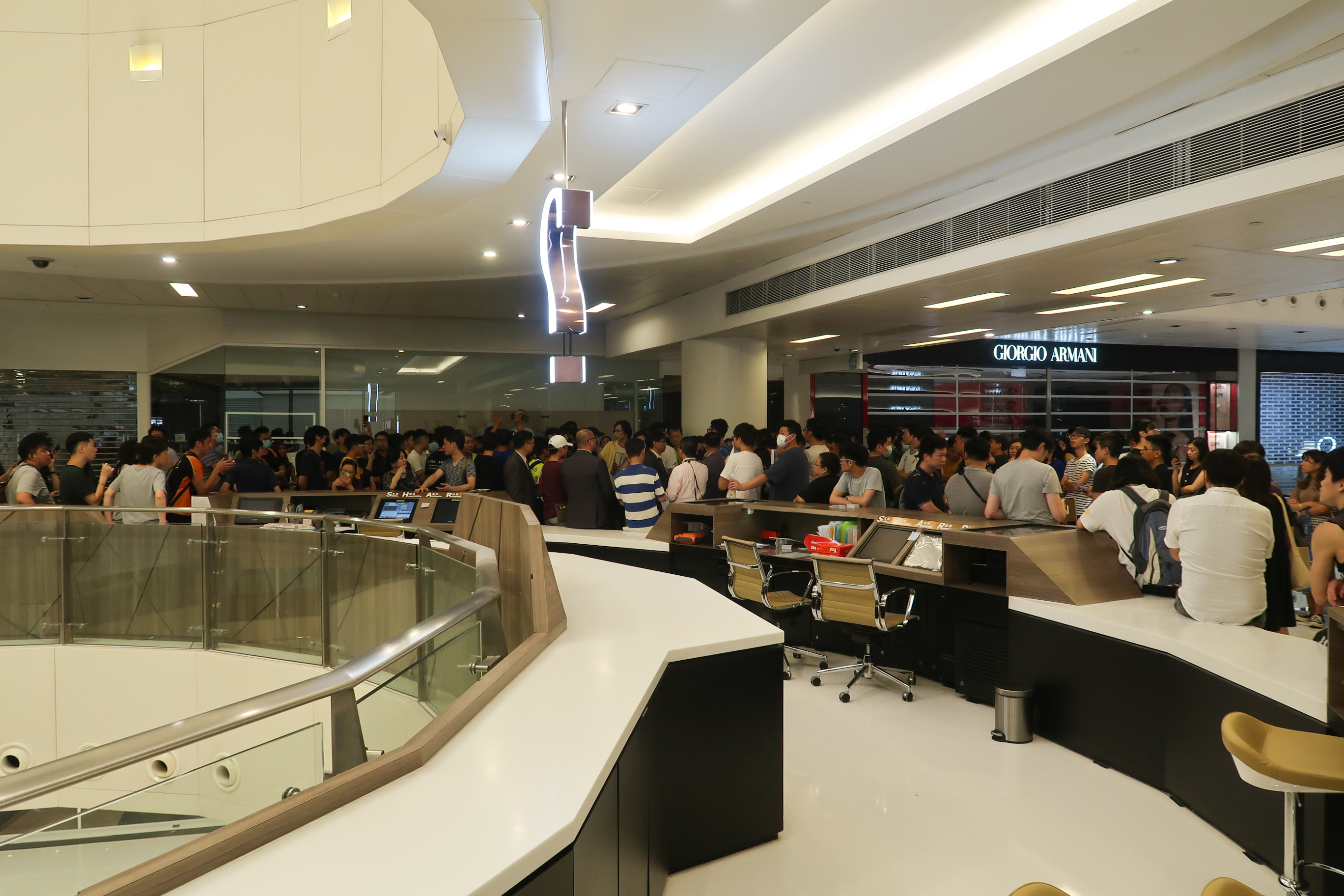
7月15日晚上10時至凌晨，一度有近2百人包圍顧客服務中心抗議。職員和保安有在場
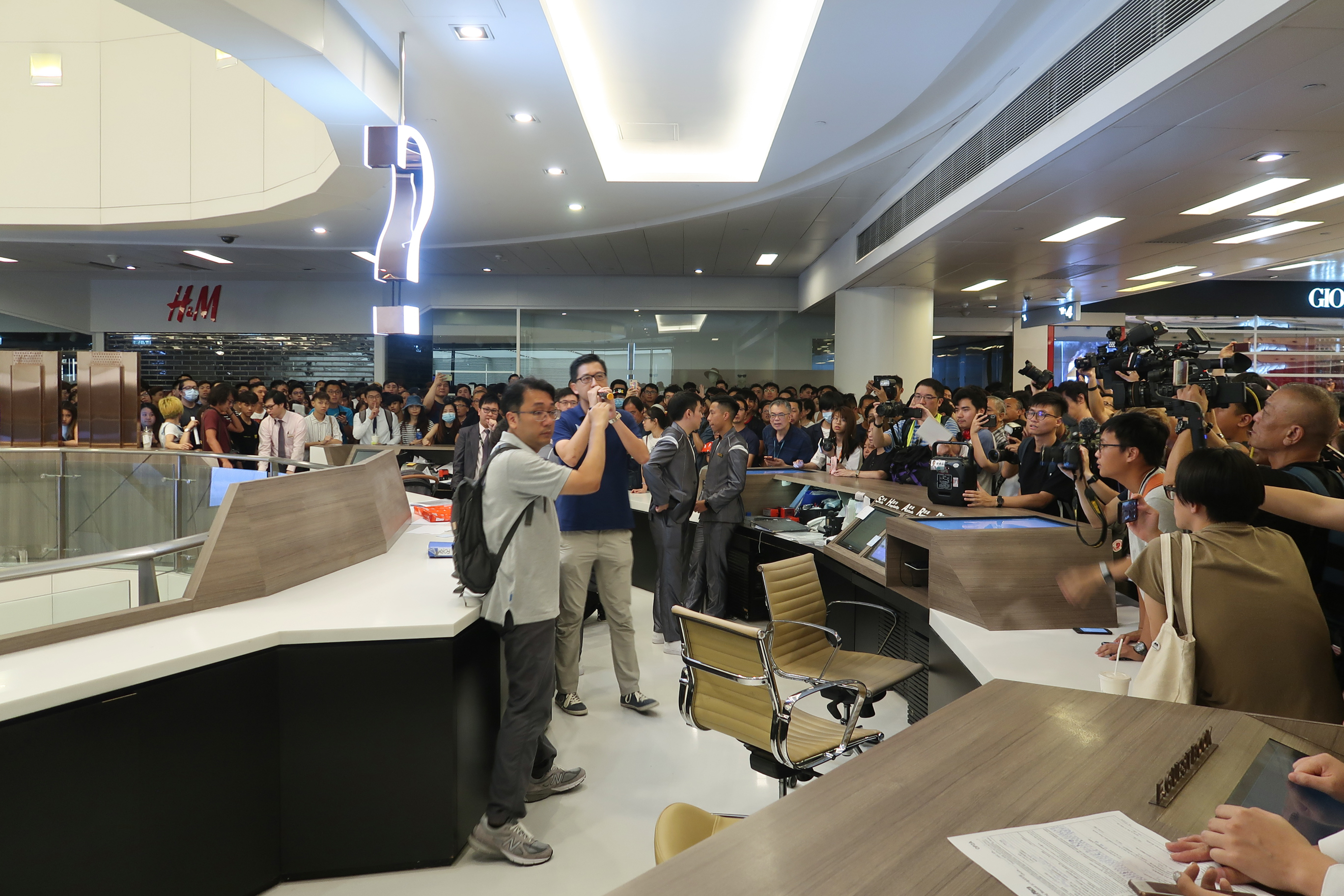
7月16日，民主黨新界東立法會議員林卓廷一度到場調停，呼籲大家不要做暴力行為，但遭大批市民指罵和要求離開
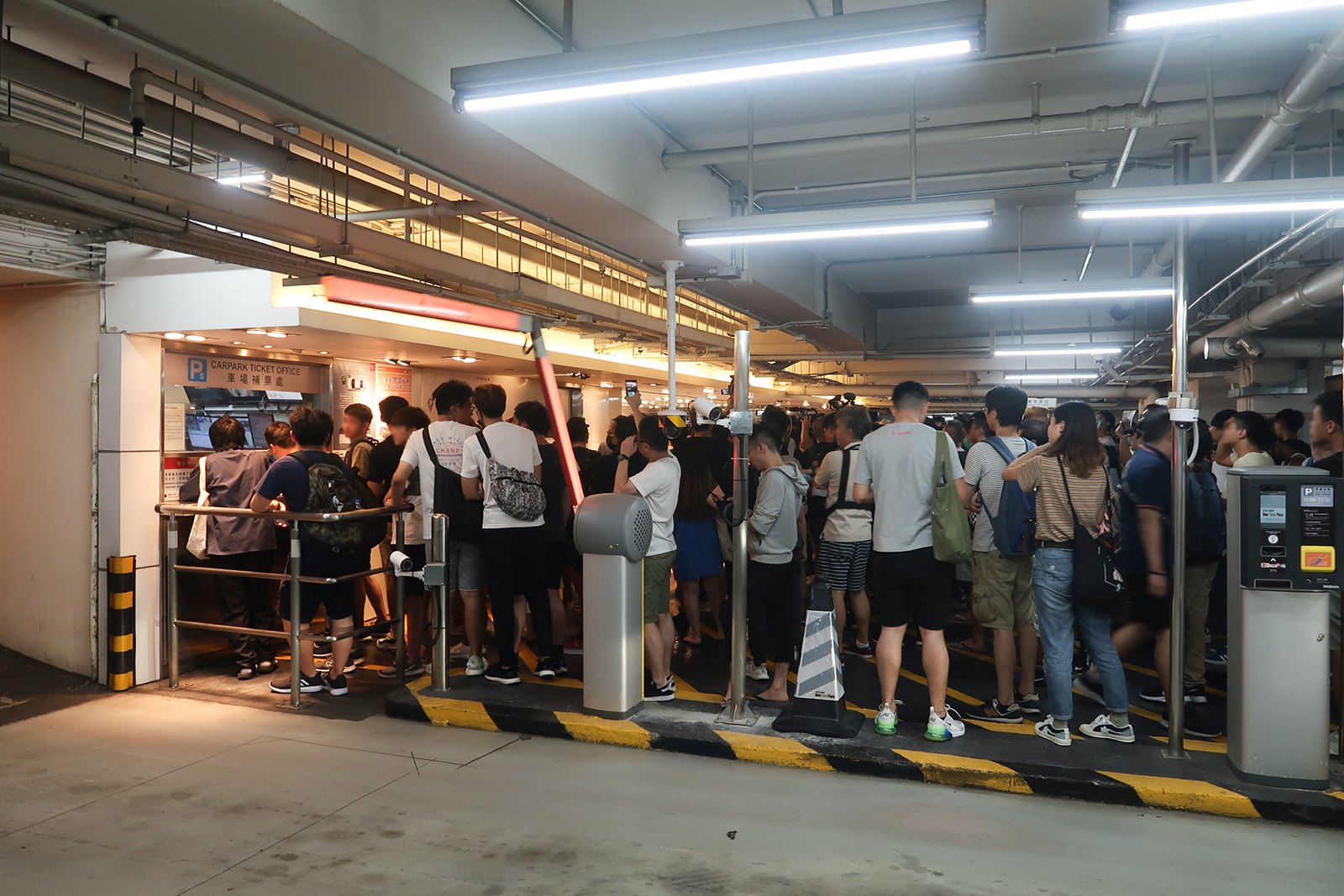
部分市民試圖尋找位於UB層的保安控制室，並一度包圍地下停車場收銀處
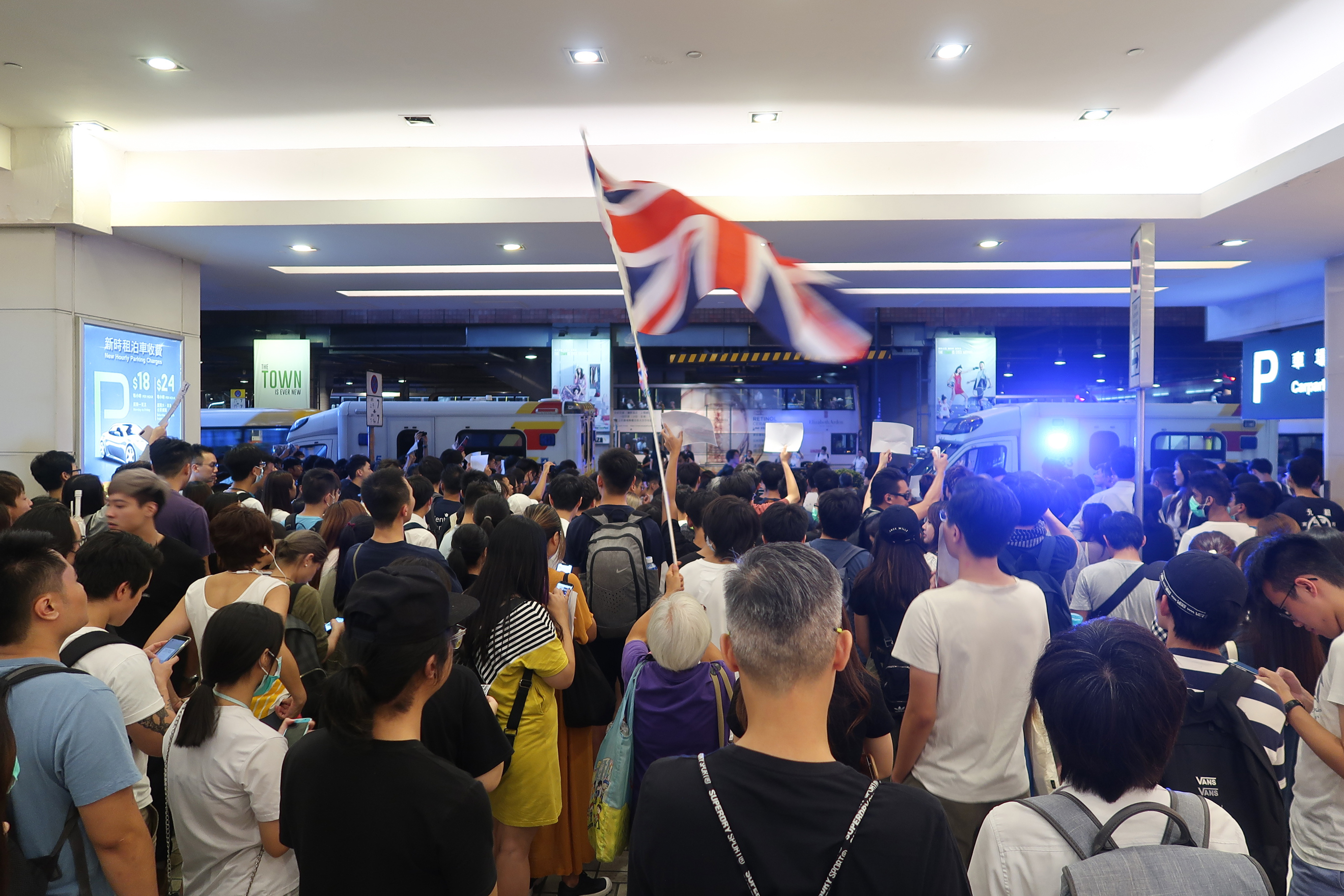
多輛救護車到達新城市廣場外，多名市民於車道旁的行人路聚集，高呼「切勿濫用救護車」
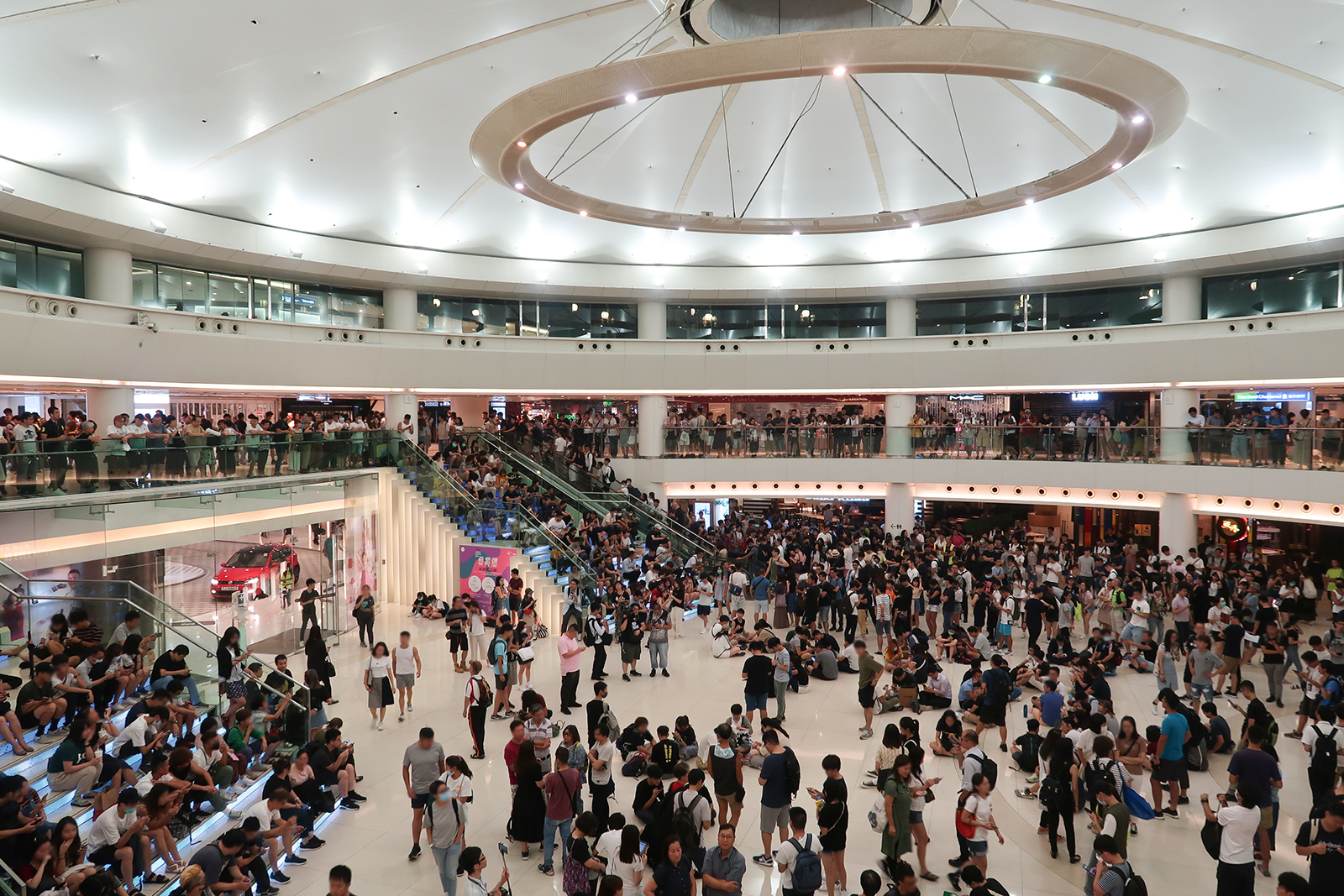
不少市民在1樓羅馬廣場休息

#### 7月17日

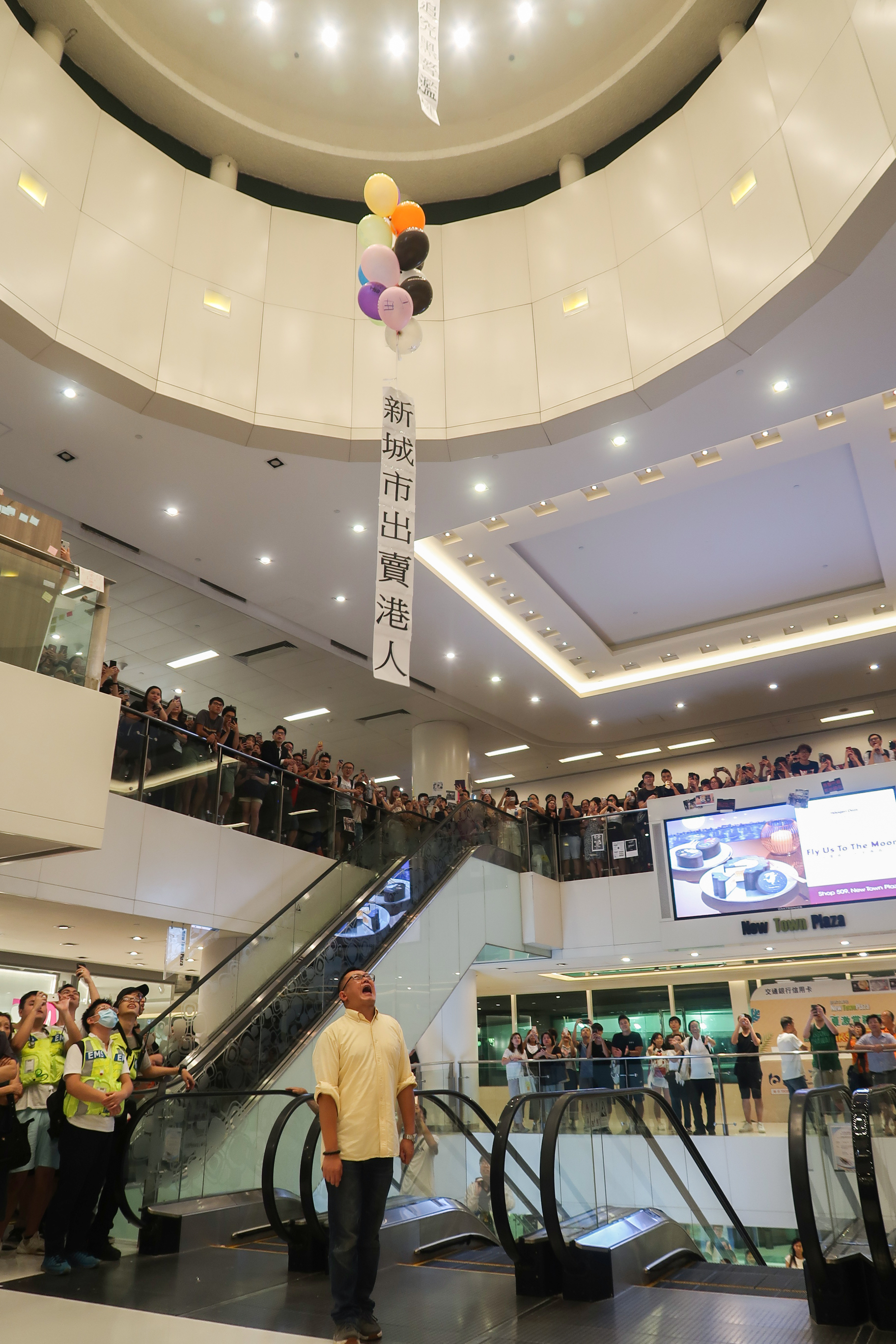
晚上10時許，市民Jacky Lim利用氫氣球，在扶手電梯中庭拉起一幅寫有「新城市出賣港人」的長型標語，變成「空中連儂牆」

因應坊間廣泛關注，新鴻基地產旗下租務部及啟勝管理服務於傍晚舉行傳媒閉門茶聚，並公開事發當日之4條閉路電視片段及安排兩名當日涉事職員到場以作回應，商場表明並不知悉警方之執法行動，亦不能妨礙或阻止任何人士進出商場，啟勝管理服務有限公司董事總經理陳錦輝表示，商場方面經此事後希望警方顧及大眾市民安全才採取行動，並已向警方反映意見。
而新鴻基地產在茶聚後再次發表聲明，表示就事件所造成之混亂而令市民、商場顧客和商戶失望深表歉意，重申事發當天並無報警，亦沒有要求警方進入商場，警方於進入商場前亦沒有通知商場負責人，若知悉警方的行動，必會預早通知商戶提前關門及安排在場顧客和途人離開，絕不罔顧顧客和租戶的安全。新城市廣場第一期內之公共通道設有多個出入口，必須按照地契條款安排24小時開放予所有公眾人士使用，而地契條款內亦清楚表明警方有權在商場內執行職務。新鴻基地產明白警方有權在商場內執行職務，但希望警方顧及一般市民的人身安全，並會就警方在商場內所採取之的行動表達關注。至於網上流傳有商場職員疑似在商場3樓中庭帶領一批防暴警察的短片，新地澄清有關之警員在沒有預先通知的情況下入場，當值的同事立即上前詢問，期間有警員表示需要前往好運中心，商場男職員希望警察盡快離開商場，故指示前往好運中心的方向，陪同走前一段路後便離開，而新鴻基地產在聲明中亦感謝前線職員謹守崗位，並於翌日在香港多份中、英文報章中以廣告形式刊登聲明內容。
然而，當晚7時起，繼續有數百名市民包圍顧客服務中心抗議，又指好運中心不是該方向，而顧客服務中心全日暫停服務。位於3樓和4樓的大部分商戶在晚上7時已拉閘不營業。到8時55分，近20名市民到新城市廣場服務處，希望能找員工回應，並在門外貼相及字條，以表達不滿。
不過場內發生數次口角，其中無綫電視藝員鄭家生晚上近8時路過商場時，一度以粗言喝罵其中一名在場少女「X你老母，啲人有無腦，個腦生喺籮柚度！」（去你媽的，你這人沒腦子，腦子生在屁股那裏！），結果與在場市民發生激烈口角和向他喝倒采。
場內服務台、Apple Store、喜茶、玻璃欄河和3至4樓多處牆身再度變成「連儂牆」。到晚上10時許，市民Jacky Lim利用氫氣球，在扶手電梯中庭拉起一幅寫有「新城市出賣港人」的長型標語，變成「空中連儂牆」。

#### 7月18日至19日

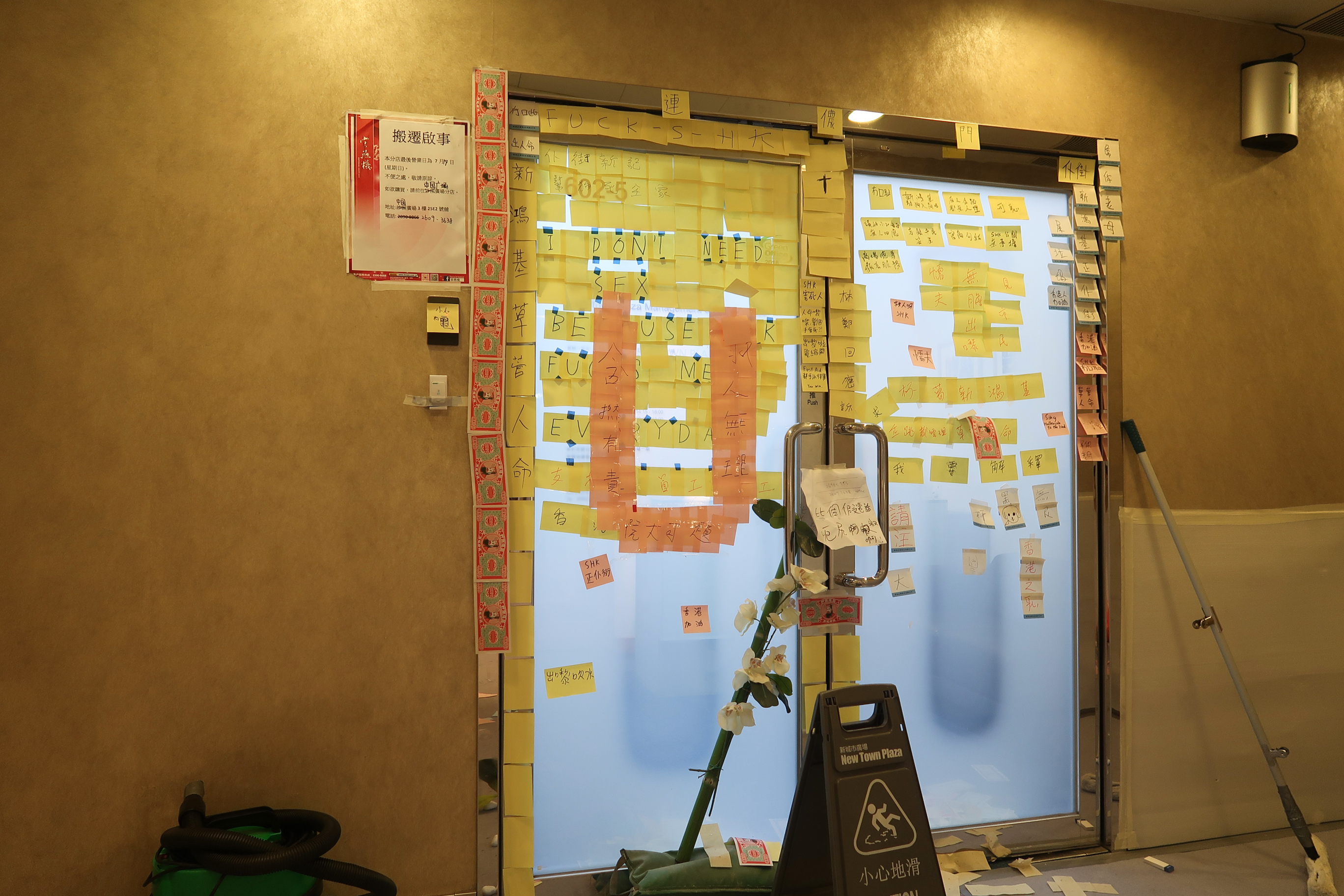
新城市廣場服務處門外繼續有人在貼相及字條，以表達不滿

早上，啟勝管理服務董事總經理陳錦輝及新鴻基地產公司傳訊總監廖國偉接受商業電台訪問，以補充早前的聲明。而廖國偉亦於香港電台的《自由風自由Phone》節目中表示，網上充斥大量自稱為新鴻基地產或其物業管理公司現任或前任員工之貼文，但幾近全部論述皆並非屬實，他懇請外界勿再相信謠言，並於新城市廣場的社交媒體平台再作貼文以作澄清。
然而，傍晚6時起，繼續有數百名市民包圍顧客服務中心聚集，周邊多處牆身再度變成「連儂牆」。地面貼上政府多名高官及建制派立法會議員頭像的跳飛機，並放置「777」及寫上「壽終正寢」的氫氣球，其後有市民在該處和顧客服務中心前撒溪錢。亦有市民在H&M張貼抗議海報，並提供私隱專員公署投訴表格以及投訴方法，呼籲示威人士投訴商場疑洩漏個人資料。
晚上約8時，手持英國旗的黃婆婆再度在商場現身，惟與一名女子一度發生爭執。而新城市廣場服務處門外繼續有人在貼相及字條，以表達不滿。
到7月19日晚上，仍然有近200名市民連續第五日包圍商場顧客服務中心，並且在2樓至4樓多處，包括提早關門的商店外貼上寫滿聲討字句的標語和memo紙。而市民圍著一名懷疑便衣警察的男子，認為他拍下現場人士模樣。之後有保安及救護員到達，坐在擔架床和乘坐救護車離開。

#### 7月20日

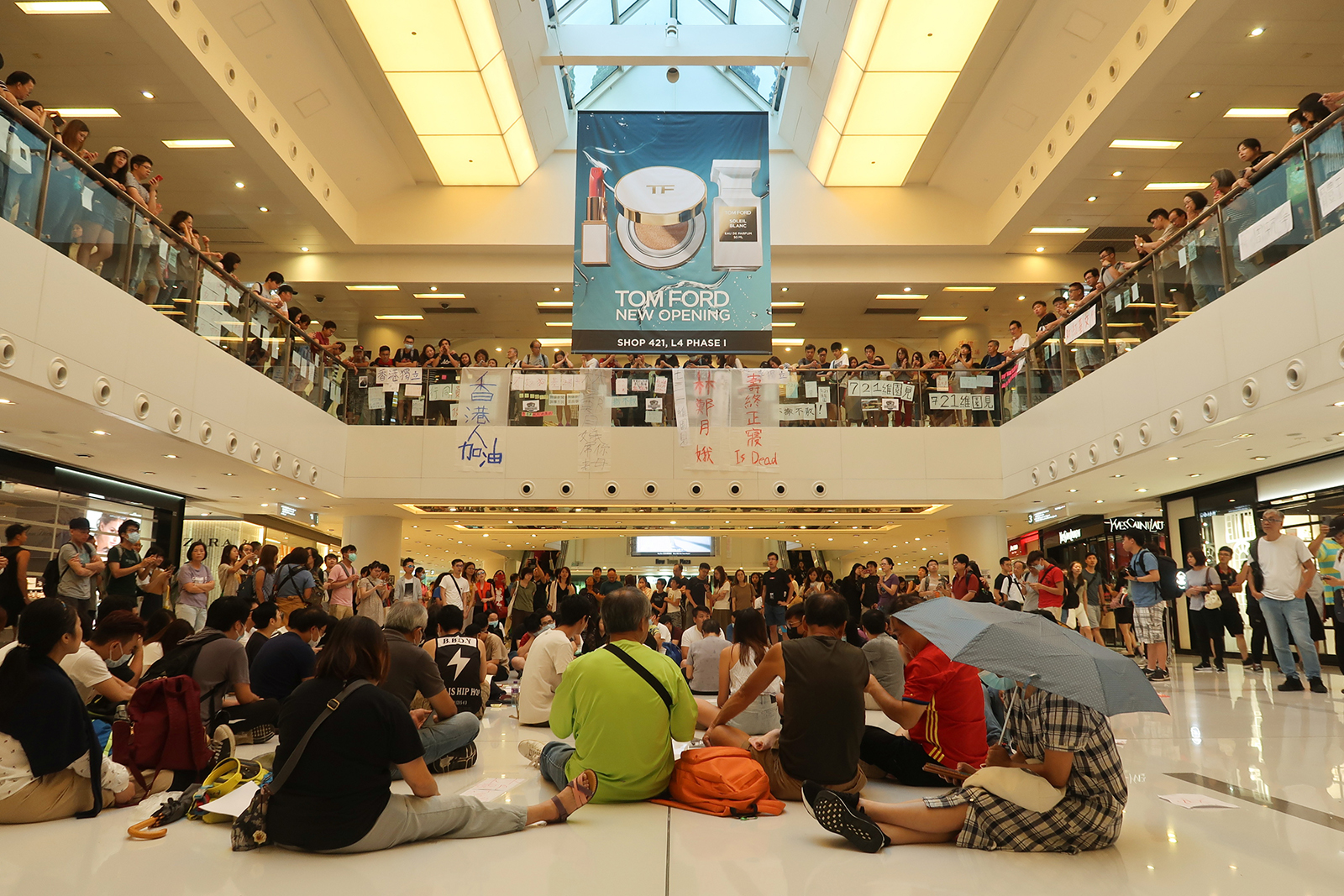
部分人坐在三樓展覽廊通道上抗議，攔河上亦有寫滿訴求和呼籲市民參加7月21日遊行

繼續有市民到商場抗議，不滿管理公司在星期日容許警方進入商場。其後在多個樓層示威和又有人撒溪錢，多間店舖在示威期間落閘。下午4時許，部分人坐在三樓展覽廊通道上，到深夜才自行離開。在晚上7時，商場3樓內一名男子與女子發生口角，有大批人士包圍該名可疑男子。雖然女事主有報警，但警方未有即時派人處理。

### 沙田柚答謝活動
於7月18日至19日晚上7時至9時期間，沙田街坊為感激一眾沙田街坊在過去周日遊行中的通力協作，讓遊行得以順利舉行，在沙田大會堂外百步梯，自發舉辦「我愛沙田柚答謝活動」，向市民派發「沙田加油」貼紙、反修例活動時間表文宣及柚子茶包等禮物。而沙田區議員趙柱幫也會送出一些「沙田加柚」貼紙給在場的街坊義工，以表支持。

### 新城市廣場衝突受傷警員向警務處處長索償
2022年7月11日，在新城市廣場衝突發生3週年前夕，一名在面部骨折的警員再次向區域法院入稟，指警方事前未有適當評估情況而派遣他到場，導致“在寡不敵眾的情況下遭示威者包圍”而受傷，向警務處處長索償。

## 拘捕，審訊
警方在7月15日發表新聞稿，證實在衝突中拘捕47人。

#### 咬斷警長手指案
警方拘捕一名22歲香港大學學生，被告他在衝突中在一期3樓「COACH」店舖外用雨傘襲擊警員兼且咬斷警長手指，被控兩項「有意圖而傷人罪」、一項「襲警罪」和一項「未能在規定下出示身份證罪」。案件於區域法院審理，2021年2月24日，法官陳仲衡認為被告當時咬警員手指的力度足以導致對方無名指粉碎性骨折，是遠高於自衛所需的合理武力。裁定被告四項控罪全部成立，須即時還柙。同年3月15日，西九龍法院法官陳仲衡指兩名受襲警員當時是正當執行職務，指被告因為對方是警員而進行施襲，而且行為十分兇殘，對警員造成整大傷害，須判處阻嚇性刑罰。最終就4罪判被告判囚5年半。庭外多人聽到判決後痛哭，需要由其他人抱著安慰。被告不服定罪提出上訴，高等法院在2023年3月16日處理上訴許可申請。上訴方指，杜啟華當時被 3 至 4 名警員制服及向後拖拉，有人按著其面部，杜或未能在少於 1 秒的時間，意識到自己口中異物是甚麼，認為他要先確認口中是警員手指，才能建立傷害警員的意圖。法官彭寶琴質疑，「有人塞嘢入你口，你會唔會咬咗先？」她聽畢控辯雙方陳詞，認為案件沒有合理可爭辯之處，拒絕批出上訴許可，並在 3 個月內頒布書面理由。而判詞指從咬噬所造成的傷勢、上訴人當時動作等作出唯一推論，法庭肯定他是有特定意圖，令警員身體受「嚴重傷害」。法官又指，辯方專家證人單憑觀看影片，認為上訴人的咬噬可能是反射動作，「結論純屬臆測」。法官重申，「無意識行為」抗辯理由缺乏證據支持，「或起碼是證據極為薄弱，根本未能滿足相關的提證門檻」，不認為上訴人的投訴，有任何合理可爭辯之處。
事後，警長在2022年5月入稟索償，到同年6月17日，手指骨折的高級警司入稟區域法院，指被告一期3樓「LONGCHAMP」店舖外造成人身傷害的損失及訟費。案件排期於2022年11月29日提訊。
而另一名被拘捕，報稱無業，23歲的林姓被告被控3項「襲警罪」。兩宗案件7月16日於沙田裁判法院首度提堂。裁判官准兩名被告保釋，但二人均須守宵禁令。杜在晚上12時至早上6時需在住所，而林的宵禁時間則在晚上10時至早上6時。另外也要守禁足令，不得進入新城市廣場。杜姓被告案件押後至9月10日再提訊，林姓被告則押後至8月27日再提訊。林姓被告案件在8月27日第二次再訊，但由於控辯雙方要求，案件押後至10月4日再訊；考慮到被告要上班和上課，應辯方要求修改保釋條件包括調整宵禁令的時間。而杜姓被告在9月10日第二次再訊，控方指在庭上指會加控被告「在公眾地方作出擾亂秩序行為罪」，並申請把案件押後，準備將案件轉介至區域法院與連其他控罪一併處理。而辯方提出取消被告原有的宵禁令，獲裁判官同意，維持不准到新城市廣場的禁足令。案件押後至10月8日再訊。10月4日，林姓被告第三次再訊，在辯方不反對下，控方今向法庭提交已更新的控訴書，控告被告在7月14日一項「襲擊警務人員罪」，以及7月15日二項「襲擊警務人員罪」。在辯方要求下，裁判官批准撤銷宵禁令。和減少往警署報到次數，由每周4天減至1天。案件押後至11月1日下午再訊。10月8日，杜姓被告第三次再訊，控方稱已索取法律意見，今撤回「未能在規定下出示身分證明文件」一罪，加控一項「公眾地方內擾亂秩序行為罪」，並將一項「有意圖傷人罪」改為一項「傷人或對人身體加以嚴重傷害罪」。辯方另透露，被告或需加班至深夜，遂獲准將到警署報到時間推遲至晚上9時至12時，被告亦獲准撤銷其親友的人事擔保，並將保釋金增加至2萬元。案件押後至10月29日在區域法院提訊。11月1日，林姓被告第四次提堂，辯方申請將案押後，表示由9月起已去信醫院要求索取被告醫療報告，惟至今仍未取到，至於涉案3名受傷警員的醫療報告，於10月4日只取得焦姓警員的報告，惟另兩報告仍未取得。據悉，醫療報告顯示焦國榮的雙手被抓傷。控方表示已準備好答辯，反駁指案情亦有列出3名警員的傷勢，有證人及醫療表格舉證。惟裁判官批准辯方押後的申請，改至12月11日再開庭。
2019年10月29日，杜姓被告在區域法院首次提堂，他被控襲警、有意圖傷人、公眾地方擾亂秩序等四項控罪，原於今日答辯，但辯方需時索取法律意見，申請押後。獲法官接受，宣布案件押後六星期，即12月12日再度提堂，維持被告原有條件擔保。12月12日第二次提堂，法官宣佈因待被告索取文件及法律意見，押後至2020年1月30日再訊。辯方申請將被告1星期報到3次的保釋條件，更改為1星期1次，獲法官批准，但需被告的律師僱主以現金1萬港元為他作人事擔保。
一名16歲報稱學生的李姓男生被控於2019年7月14日在沙田新城市廣場398號鋪外連同其他身份不詳人士，意圖使男子張某身體受嚴重傷害而非法傷害他；和於同日同地與其他身份不詳人士非法集結在一起，違反香港法例第212章「侵害人身罪條例」第17(a)條1項「有意圖而傷人罪」及1項「非法集結」罪，9月17日於東區裁判法院提堂。裁判官押後案件到10月28日再訊，16歲男生准以5000元保釋候訊，期間不得離開香港及須交出旅遊證件，須居住在報稱地址及於每晚10時半至早上6時半須守宵禁令，另頒下禁足令，不得進入新城市廣場100米範圍內，及須每星期到警署報到1次。
一名23歲梁姓被告在衝突中被控一項「意圖造成身體傷害而傷人」，及一項「非法集結罪」，7月17日於在東區裁判法院首度提堂。裁判官最後准被告以3000元保釋，但不得離港，並要守宵禁令，及禁足令，不得在新城市廣場1公里範圍內出現。案件押後至9月16日再提訊，以讓警方作進一步調查。9月16日再訊，被告申請更改保釋條件，更改宵禁時間獲批准。將宵禁時間更改為晚上12時開始，但至每天早上6時半結束以讓他能上學。案件押至10月28日再訊。
2019年8月19日，警方在長沙灣區拘捕一名報稱保安員的49歲龔姓本地男子，他涉嫌「有意圖而傷人」及「外出時沒有攜帶身份證明文件」，被扣留調查。8月20日於東區裁判法院提堂，被告被控一項「有意圖而傷人」罪及2項「非法集結」罪，案件押後至9月16日再訊，以待警方作進一步調查，被告獲准以3000元保釋，需住於報稱地址，若改更地址需於24小時內通知警方，不得離開香港，需繳交旅遊證件。每周四到長沙灣警署報到，並遵守晚上10時至早上7時的宵禁令，亦下禁足令，不可進入新城市廣場。9月16日再提堂，案件押後至10月28日再訊。
10月28日，龔姓，李姓及梁姓3名被告在東區裁判法院再提堂，控方申請把申請將3案合併處理及新增另一暴動及對他人身體加以嚴重傷害罪。案件押至11月12日在區域法院答辯，期間被告以原有條件保釋。11月12日，區域法院首度提堂，辯方需時索取控方文件，另要翻看被告超過100小時的會面錄影片段等，申請將案件押後至2020年1月21日再訊，法官照准。控方不反對龔姓被告及李姓被告保釋，但反對梁姓被告保釋，指梁姓被告他在本案保釋期間，涉嫌在11月2日示威現場再被捕，即使現在未被起訴，但認為他重犯機會高，希望法庭可撤銷其保釋。辯方則認為控方反對理據薄弱，保釋條件亦非壓制市民的集會自由，希望准其外出。法官聽罷陳辭考慮到其重犯機會高，撤回梁姓被告的保釋，須還柙看管。其他被告繼續原有條件保釋，其中龔姓被告則以工作為由更改宵禁時間，控方不反對申請，法官批准被告的宵禁令提早1小時至早上6時結束。2020年1月21日，區域法院第二度提堂，辯方同樣申請押後以審閱控方的材料。代表梁姓被告的律師指，現時檔案累計逾8TB，且仍未收到控方未被使用的材料；代表龔姓被告的律師亦指，現有數以萬計小時、不同角度及來源的片段需要檢視，檔案大小更逾10TB。法官指無需看畢所有材料才能答辯，說「無理由睇哂先審，否則會拖到好耐」，又指辯方現階段應「對控方嘅指控有相當程度了解」，並非常清楚答辯意向。案件押後至3月12日再訊，3名被告獲准以原有條件擔保。
2022年5月18日，兩名受襲警員入稟區域法院，就受襲所致的傷勢及損害，向3名被告（17歲中五學生及兩名男子）索償，而入稟狀未有列明索償金額。
事隔3年，到2025年4月24日，其中被咬斷無名指的警長梁啟業與被告在高院庭上和解。聆案官葛倩兒原本打算讀出同意傳票時，原告一度阻止，但其後同意讀出。根據傳票，原告另有工傷賠償案件，杜啟華同意向原告額外分兩期支付28萬元和解。

#### 區議員「阻差辦公」案
2019年8月30日上午，警方於觀塘拘捕31歲沙田區議員許銳宇，涉嫌在衝突中「阻差辦公」，被扣留調查。同日下午，在警方押解下到許的住所搜查，其由律師陪同往警署助查。其後被落案起訴，10月11日在沙田裁判法院首度提堂，獲准以現金5千元保釋外出，每星期須到所屬警署報到兩次。案件押後至11月11日再訊。11月11日，第二度提訊，控方要求隱藏警員姓名，但辯方反對，最後案件押後至12月16日再處理。12月16日第三度提訊，許銳宇否認控罪，案件於2020年3月16日正式開審，而控方要求的隱藏警員姓名要求最後被拒，控方透露，共5名警員證人將上庭作供。辯方稱，本案將作審前覆核，屆時辯方會要求披露警方的行動資料及內部信件，該信件是非一般裁判法院披露的文件，包括調查報告及事件事項記錄。到2020年12月3日，裁判官溫紹明裁決時指，當時場面非常混亂，被告手持揚聲器想呼籲現場人士冷靜，認為他沒有對警方行動構成影響，更遑論對警方造成阻礙，裁定罪名不成立。許銳宇在法院外回應指，當日自己是履行區議員職責，確保現場所有人士不受傷亡。

#### 被告被指用雨傘刺向警員胸口
一名在機場非法集會中被捕的19歲賴姓被告因在沙田衝突中被控「襲警罪」，8月23日於沙田裁判法院提堂。案件押後至10月4日。裁判官原批准被告以5000元保釋，期間不得離港，需要遵守由晚上11時至早上7時的宵禁令，而由於被告因另案尚被還押，故他獲釋後才需要每周2次到警署報到。10月4日再訊，辯方指現時手上沒有文件，連指控亦不清楚，申請押後4周以索取文件及法律意見。蘇官最後將案件押後至11月7日再訊，准被告就此案擔保。但辯方指被告因另機場案件還押，因此沒有申請擔保。11月7日，被告承認控罪，法官押後至2020年1月30日宣判，被告需繼續收押。2020年1月30日，法官指在背景報告表示，願意承擔後果，但沒有後悔當日所為。雖被告沒有悔意，但犯案情節輕微，「監禁留返畀嚴重案件」，判處被告罰款2000元。而賴姓被告因仍有機場集會案件在身，而需要繼續還押。但律政司對判決過輕表示不滿，決定上訴。，但在2021年5月29日被裁判官拒絕。

#### 4樓襲警案
2021年1月，一名25歲電腦技術員被控在一期4樓469舖外襲擊督察，被控襲警罪。裁判官香淑嫻官裁定表面證供成立，不過翻查片段後，發現督察受襲的時刻與被告相距十多米，認為在1秒內舉高雨傘向下施襲實在困難，而同場的兩名警員也看不到被告有舉高雨傘，裁定督察證供不可靠，被告罪名不成立。被告向律政司申請逾3萬元訟費，律政司不服而提出覆核，到同年2月被拒申請，其後向高等法再提覆核。到2022年6月29日法官指案發過程只是短短兩、三秒，因而拒絕申請。

#### 3樓暴動案
一名28歲報稱無業的男子被指在1期3樓中庭與其他人參與暴動，同日同地襲擊一名警員。該男子亦被控8月5日在龍翔道黃大仙廟附近和8月25日在荃灣楊屋道與禾笛街交界處，與其他人參與暴動。案件轉介區院後，在2022年7月26日首次提堂，押後9月20日再訊，被告獲准繼續保釋。
其後被告於2024年1月3日認罪，區域法院法官張潔宜就被告在沙田，黃大仙及荃灣參與的3項暴動罪判刑表示被告承認有協助他人準備遊行，顯示有一定預謀。每次暴動參與人數達數百人，被告等亦有向執法人員使用武器，但並無使用汽油彈，故暴力程度為中等。另外被告曾提其他示威者準備八達通及禮券等，為參與者提供利益。判刑須具阻嚇性，又指判處年輕人長期監禁對他及社會均屬悲劇，但需打擊該些犯罪行為，監禁屬唯一選擇。以每罪監禁54個月作量刑起點，因被告曾使用武力及向利誘示威者而加刑6個月，在被告認罪及考慮整體罪責後，法官判處3罪共囚52個月。襲警罪獲法庭存檔。

#### 3名被告被控暴動罪成
2020年9月4日，3名被告24歲男子、51歲保安員及17歲學生，分別被控「有意圖而傷人罪」及「非法集結」罪。2019年10月28日，控方將三件案件合併處理，新增「暴動罪」及「對他人身體加以嚴重傷害罪」。
2019年11月12日，案件在區域法院首度提堂。控方表示梁姓被告他在本案保釋期間，涉嫌在11月2日示威現場再被捕，認為他重犯機會高，希望法庭可撤銷其保釋。辯方則認為控方反對理據薄弱，保釋條件亦非壓制市民的集會自由，希望准其外出。法官聽罷陳辭考慮到其重犯機會高，撤回梁姓被告的保釋，須還柙看管。
2020年9月4日，所有被告在區域法院承認暴動罪。而負責拍片的便衣警員指眼眶周邊骨折、左眼血腫，事後兩度接受手術，但左眼視野仍有重影及陰影，只能短暫恢復文職工作。辯方求情時均稱現場氣氛影響錯判，事件較2016年梁天琦案輕微，不涉縱火和沒有財物損失。案件是繼去年反修例運動期間，6月12日金鐘衝突的救生員冼嘉豪後，第二宗被告承認暴動罪的案件。
9月24日，裁判官裁定3人暴動罪成，判處監禁40個月至4年，成為第二宗「反送中運動」示威者承認暴動罪的案件。法官胡雅文指，集會自由並非絕對，不接受被告為「受害者」，也不接受辯方將各人的行為切割考慮，認為必須判處具阻嚇性刑罰。

#### 示威者被追討民事賠償
2名警員郭兆恒及張歷恆，於2019年7月14日沙田新城市廣場衝突中被示威者打腳踢和以硬物襲擊，身體多處受傷。2022年5月18日入稟區域法院，就受襲所致的傷勢及損害，向3名暴動罪罪成示威者梁柏添、李文謙、龔志遠索償。3名被告連同其他人拳打腳踢2名在執勤的原告，並以雨傘或硬物施襲，致2名警員分別出現左眼眼眶及鼻骨骨折、雙眼複視、頭皮裂傷、面部及胸部淤傷等傷勢。
另外律政司代警務處處長向梁柏添追討就警員郭兆恒及張歷恆受傷，當中一人放取336年全薪病假、另一人放取42天全薪病假及獲得1%永久喪失工作能力的補償，以上僱員補償的金額與相關訟費共約170萬元，要求梁須於兩周內繳清，隨函夾附繳款單。
由於無法還款，梁柏添目前流亡台灣。
另外時任沙田警區指揮官梁子健，亦於2022年6月16日入稟區域法院，向因襲警、嚴重傷害他人身體、蓄意傷人及在公眾地方作出擾亂秩序行為4罪罪成的示威者杜啟華索償。被告杜啟華在沙田新城市廣場3樓店舖「LONGCHAMP」外遭被告杜啟華襲擊，導致原告手指骨骨折、蒙受損失，故入稟追討賠償。
2025年7月初，律政司分成3宗案件入稟區院，向4名男子提出索償，包括曾咬斷警長手指的杜啟華，其中一宗案件索償金額達198萬元。

## 改編作品
2025年無線電視懸疑劇集 《奪命提示》第28集。